# BanG Dream!の登場人物
BanG Dream!の登場人物（バンドリ！のとうじょうじんぶつ）では、メディアミックスプロジェクト『BanG Dream!』の登場人物について解説する。
原作小説『BanG Dream! バンドリ』とテレビアニメ版以降では設定・キャラクターデザインに差異があるが、本項目ではテレビアニメ版以降の設定を基準に記載する。
テレビアニメ第2期・第3期およびゲーム『バンドリ! ガールズバンドパーティ!』（ガルパ）シーズン2では時系列が約1年ほど進行し、登場人物たちの学年や年齢（一部人物は在籍校）が変化する。本項目ではテレビアニメ第1期および『ガルパ』シーズン1を「シーズン1」、テレビアニメ第2期・第3期および『ガルパ』シーズン2を「シーズン2」と便宜上呼称する。
また、『ガルパ』の6周年を迎え3Dライブ機能などゲーム内の超大型アップデートが行われた後は「シーズン3」と呼称され更に1年作中内の時間が進み全員が進級・一部の人物は大学へ進学した。テレビアニメ「It's MyGO!!!!!」および「Ave Mujica」もこれに該当する。
二つ名については、「ガルパ☆ピコ」1話と「ガルパ☆ピコ 大盛り」7話の本編内で発表されている。

## Poppin'Party
読みは「ポッピン パーティ」。略称は「ポピパ」。香澄が中心となって結成されたバンド。メンバー全員が花咲川女子学園高等部の同学年で、高等部1年生時点では有咲以外は全員同じクラスである。メンバーの名字は新宿区の地名から取られている。シンボルマークは星。
バンド名は原作小説では香澄と沙綾の二人が名付け、それ以降のメディア展開では沙綾の意見を取り入れた有咲が名付けた設定になっている。
戸山 香澄（とやま かすみ）
声 - 愛美
誕生日 - 7月14日(蟹座)、身長 - 156cm、血液型 - 不明、クラス - 1年A組（シーズン1） → 2年A組（シーズン2）→ 3年A組（シーズン3）、二つ名 - 星のカリスマ
本作の主人公。「Poppin'Party」の発起人にしてリーダーであり、バンドではリズムギターおよびボーカルを担当している。また、楽曲の作詞も担当しているが、作文はあまり得意ではない。好きな食べ物は白米とフライドポテト。嫌いな食べ物は納豆。泳ぐのと飛行機が苦手。猫耳のような特徴的な髪型をしているが、これは星をイメージしたもの。常にポジティブで非常に元気で明るい性格をしている一方、普通なら突拍子もないと思われることでも思い立ったらすぐに行動に移すため、周りにいる者たちをしばしば騒動に巻き込む。押しは強いが、相手を思いやる思慮深さも持ち合わせており、たえたちは彼女の性格に影響を受けている。特に友希那に関しては、自分の音楽性を見つめ直すきっかけにもなっている。また、感受性が強く、悲しいときや嬉しい時などには感極まって泣いてしまうことがあるほか、スキンシップとして相手に抱きつくことが多々ある。
「キラキラ」や「ドキドキ」といった擬音語や擬態語を多用した抽象的な表現を用いることが多く、有咲から「香澄語」と表現されている。また、親しくなった人に、渾名風の呼び名を付ける事が多い。
行動的な反面、勉強や事務作業など「キラキラしないもの」は苦手。ハロー、ハッピーワールド！のはぐみとは幼馴染。
家族は父・母・妹。特に妹である明日香は付属の中等部に通っているが、外部の中学校から「制服が可愛いから」という理由で受験・入学している。
キラキラでドキドキするものを探している中、有咲の家の蔵で真っ赤な星型のギター「ランダムスター」と出会う。さらにその後に観たライブハウス「SPACE」でのライブに感銘を受け、ガールズバンドを結成し、「SPACE」でライブをするという目標を見つける。最初はバンドやギターの知識は全くなく、スコアも読めなかったが、「ランダムスター」への愛情とバンドへの情熱を持って練習に励み、少しずつ上達している。また、作詞をする時にも当たり前の景色の中にキラキラドキドキすることを意識して視点を変えようとする。これをリサはパウンドケーキに例えていた。
「SPACE」のオーディション（2回目）に向けての過度な練習と、詩船が香澄自身の技術面・精神面での未熟さを指摘する上で口にした「あんたが一番できていなかった」という一言で、一時的に声が出なくなるスランプ状態に陥ってしまうが、メンバー全員で支え合って行くことを再確認し、改めて「SPACE」のオーディションを受けることを決意。その後はメンバーの支えもあり、再び歌えるようになる。
「SPACE」閉店前の最後（3回目）のオーディションで、ボーカルを5人全員で担当する形に変えて『前へススメ！』を演奏。詩船に合格をもらい、念願の「SPACE」のステージに立つことを認められる。
2年生に進級後は有咲や美咲たちと一緒のクラスとなる。有咲が生徒会に所属しているため、友人として人手の足りない生徒会の仕事を手伝うこともある。3年生に進級後は、ライブハウス「RiNG（リング）」でアルバイトをしており、ステージ進行補助を担当している。
花園 たえ（はなぞの たえ）/HANAZONO（RAISE A SUILENのサポートメンバー時の活動名）
声 - 大塚紗英
誕生日 - 12月4日(射手座)、身長 - 164cm、血液型 - 不明、クラス - 1年A組（シーズン1） → 2年E組（シーズン2）→ 3年B組（シーズン3）、二つ名 - 兎追いし花園
リードギター担当。食べることが好きで、好きな食べ物は肉と汁粉。嫌いな食べ物は特になし。趣味は、ランニングとお風呂。
家族は父と母と20羽のウサギ。香澄から「おたえ」と呼ばれたことがきっかけで、他メンバーからもそう呼ばれている。本人は普通に「たえ」と呼んでほしいと思っているが、このあだ名を嫌がってはいない。
小学生の頃からギターの練習をしており、その腕前はかなりのもの。お小遣いを貯めて買った青いギターを気に入っている。高校に入学してからは「SPACE」でアルバイトをしており、「SPACE」には強い思い入れがある。また、何らかのトラブルがあって人手が足りなくなった時には自分が伝となり、メンバーに「SPACE」に関連する仕事を手伝ってもらうこともある。「SPACE」閉店後の高校2年生からは「Glitter*Green」のリィのバイト先である楽器店を始め、色々なライブハウスや音楽スタジオでバイトをしている。
マイペースでかなりの天然。また、ランダムスターを持っている人は変態と思い込んでいるため、初対面の香澄に対し「変態」と言い放つなど、予想だにしない行動をして周りを驚かせる。また、香澄と非常に仲が良く、2人揃って突拍子もない行動をしては有咲たちに突っ込まれる。演奏の良し悪しを「震える」ことで判断する。
SPACEでライブをしたいと言う香澄に対し、仕事上、その道の人間を沢山見て、失敗した人間も多く見てきただけに「無理だと思う」と言い放つも、有咲の家の蔵でライブ（クライブ）をしたことで香澄たちのバンドに加わることを決める。
2年生に進級後はポピパメンバーが誰もいないE組に割り振られ、孤独を感じる中、羽丘・花咲川合同文化祭でのポピパ1周年ライブを前に「ライブの経験を少しでも積みたい」という想いから、大塚駅前で1人でストリートライブを始める。数日後、かつての幼馴染であるレイヤ（レイ）と7年ぶりに再会し、彼女からの誘いを受け、「修行を積みたい」として彼女が参加する事になったバンドグループである「RAISE A SUILEN」にHANAZONOの名でサポートとして参加する。しかし、RASのデビューライブの開催日の2日目が、合同文化祭でのポピパ1周年ライブとダブルブッキングしてしまう事になったため、1周年記念ライブの方を何とか最後にまで回してもらうなど手を尽くすも、アンコールが続いて終演が遅れた上、「迎えに行く」と言って香澄が会場の羽丘の講堂を出てしまったために結局時間切れとなり、穴埋めでRoseliaが演奏してライブが終了となってしまった。
香澄と合流して何とか羽丘の講堂に着くも、終演後の後片付けを手伝う沙綾らの様子を見て、ライブに間に合わず、ポピパが演奏できなかった事に責任を感じ泣き崩れる。その後、サポートギターを脱退すると告げ、レイヤからも優しく見送られるも、実力を認めて彼女を正式メンバーとして迎え入れたいチュチュは、Poppin'Partyに直接交渉を行う。どちらのバンドに行くべきか心が揺らいでいたが、飛鳥山公園で香澄と話し自身の本当の想いを再確認した。その後、蔵でメンバーを集め、自身の想いを込めた楽曲『Returns』を演奏し、メンバーと和解した。そして、陣中見舞いと称して返事を聞きにきたチュチュに「私はポピパのリードギターだから」と、正式にチュチュからの誘いを断った。歯医者が苦手で、虫歯が見つかった時も行くことを怖がっていた。
牛込 りみ（うしごめ りみ）
声 - 西本りみ
誕生日 - 3月23日(牡羊座)、身長 - 150cm、血液型 - 不明、クラス - 1年A組（シーズン1） → 2年B組（シーズン2）→ 3年B組（シーズン3）、二つ名 - これでいちコロネ
ベース担当で、楽曲の作曲も担当している。姉は『Glitter*Green』でギター兼ボーカルを担当している牛込ゆりであり、使用しているピンク色のベースは彼女のお下がりである。
授業中に指名されると緊張してしまうほど、臆病で引っ込み思案な性格。また、中学生の途中まで関西にいたため、気を抜くと時々関西弁が出てしまい、口調も砕けた感じになる。香澄や沙綾、モカ、はぐみからは「りみりん」と呼ばれている。読書をするときに赤メガネをつけている。
入学式当日の香澄の底抜けに前向きな自己紹介を聞いて香澄に興味を持つ。最初は人前に立つことへの恐怖と自分の実力に対するコンプレックスからバンドへの加入を拒否していたが、飛行機の延着で「SPACE」のライブの時間に遅れてしまった『Glitter*Green』が到着するまでの穴を埋めるために香澄たちと一緒にステージに立って『きらきら星』を演奏したことでライブの楽しさを知り、バンドに加わる。また、香澄にライブハウスなどで使われる用語の解説をすることがある。
商店街の応援ソング作曲の際には一時的にスランプに陥ってしまうが、沙綾や商店街の人の言葉を聞いて復活。バンドメンバーと協力しながら『Home Street』を作り上げた。
チョコレートが好きで、それを使った食品も良く食べ、行きつけのパン屋「やまぶきベーカリー」ではよくチョココロネを買っている。その他好きな食べ物は肉と生クリーム。嫌いな食べ物はチョコミント。趣味はゲーム・読書。ホラーが好きで映画などを見に行くこともある。ハロー、ハッピーワールド!の薫の大ファンで、その他にも共通点の多いAfterglowのひまりと打ち解けて仲良くなった。
高校2年生からは、高校を卒業して海外へ留学したゆりへ普段の生活の動画や写真を送ることが日課となっている。また、大学進学を目指して塾に通い出している。
山吹 沙綾（やまぶき さあや）
声 - 大橋彩香
誕生日 - 5月19日(牡牛座)、身長 - 157cm、血液型 - 不明、クラス - 1年A組（シーズン1） → 2年B組（シーズン2）→ 3年A組（シーズン3）、二つ名 - 発酵少女
ドラム担当。有咲・「CHiSPA」の夏希と共に中等部からの内部進学（持ち上がり）。入学式の日に香澄と仲良くなり、良き相談相手となっている。面倒見が良く、クラスメイトからも頼りにされている。文化祭では副実行委員として書類仕事が苦手な香澄を支え、さらに擬音語や擬態語交じりで抽象的な香澄の考えを的確に把握してクラスメイトに伝えている。
高校に通いながら実家のパン屋「やまぶきベーカリー」を手伝っており、常連のりみとは面識がある。小さい妹と弟がおり、よく一緒に遊ぶなど仲はいい。香澄からは「さーや」と呼ばれている。
中学時代は夏希たちのバンドのドラム担当として活動していたが、ファーストライブの日に母親が倒れてしまいライブに出られなくなってしまう。その後はメンバーに気を遣わせたくないとバンドから抜け、バンドへの情熱に自ら蓋をして病弱な母親の手伝いをするようになる。
文化祭当日、母親が体調を崩したと聞いて向かった病院で香澄たちの留守電と自分が香澄の作詞を手伝った歌の歌詞を見て、自分が本当にやりたいことを思い出す。そして母親に「自分にも優しくして」と背中を押されて文化祭の香澄たちのライブに飛び入り参加し、『STAR BEAT!〜ホシノコドウ〜』を一緒に演奏し、正式に「Poppin'Party」のメンバーとなる。メンバー加入後、練習用にローランドのVドラムを購入している。
バンド加入前から経験者という立場や面倒見の良さから、バンドメンバー(特に香澄)にサポートや助言を行っており、加入後も引き続きアドバイス役や、まとめ役として行動することが多い。また無邪気な一面を見せることも増え、夏休みに海に行った際には一番はしゃいでいた。
上記のような理由からバンドの精神的支えとなることが多く、バンドが仲違いしてしまった際には香澄と共にバンドをまとめるために奔走する。しかし過去の経験から「バンドメンバーが抜ける」という状況に強い不安を抱いており、たえがRASのサポートに入ると言った際にはバンドメンバーが離れて行ってしまわないか人一倍心配していた。
商店街出身ということもあり、ハロー、ハッピーワールド！のはぐみや、Afterglowの巴やモカたちと知り合いで、かなり顔が広い。
3年生に進級後は「RiNG」でアルバイトをしており、併設のカフェとステージ進行補助を担当しており、MyGO!!!!!の立希は同じ職場・担当楽器・学校の後輩にあたる。
好きな食べ物はペペロンチーノ、チーズ。嫌いな食べ物は生の魚介類。趣味はカラオケ、野球観戦、ヘアアクセ集め。
市ヶ谷 有咲（いちがや ありさ）
声 - 伊藤彩沙
誕生日 - 10月27日(蠍座)、身長 - 152cm、血液型 - AB型、クラス - 1年B組（シーズン1） → 2年A組（シーズン2）→ 3年A組（シーズン3）、二つ名 - 甘辛パーソナリティ
質屋「流星堂」の孫娘。1年生の時は香澄たちとはクラスが異なり、「CHiSPA」の夏希と同じクラスだったが、2年生進級後は香澄や美咲と同じクラスとなる。
サブリーダー兼キーボード担当で、「Poppin'Party」という名称は彼女が付けた。盆栽の剪定やネットサーフィンが趣味であり、バンドで使うキーボードは丹精込めて育てていた盆栽を売った代金で購入した。寒いのは苦手。育てている盆栽にはそれぞれ銘を付けており、「トネガワ」、「タマガワ」、「チクマガワ」、「テンリュウガワ」などと全て川の名前。
要領がよく、中学生の時から自分で取得単位を計算して学校を自主休校しており、しばしば休んだり早退する が、成績は学年トップで入学式で入学生代表を（欠席したが）務めるほど。あまり学校に行っていないため、友達と遊んだりするなどの学生らしい経験をしていない。そのため、香澄たちがお泊まりなどの学生らしいことを提案する度に頬を赤らめて恥ずかしがったり照れたりしており、沙綾たちによくからかわれている。高校2年生からは生徒会で書記を務め、バンドのスケジュールキーパーをしている。
クラスでの挨拶は「御機嫌よう」と言うなど学校内では清楚でもの静かなイメージで通しているが、実際は（特に香澄に対しては）乱暴な言葉も交えた砕けた口調で話す。ひとりで突っ走る香澄や突拍子もないことを言うたえのツッコミ役だが、香澄たちのペースに巻き込まれることも多い。よく香澄に突っかかるものの、本当は毎日自分に会いに来てくれる香澄と仲良くしたいと思っており、しばしば口では「どうでもいい」と言いながらも、バンドや香澄たちのことをとても大切に思っている。また、丹精込めて育てた盆栽のトネガワを売ってキーボードを買ったが香澄が相手にしてくれなかった時は拗ねるなど、ツンデレな一面もある。口癖は「ヤベエ」。
突然現れて自分を振り回す香澄のことを最初は鬱陶しく思っていたが、何度拒否しても毎日自宅に通い詰める香澄の情熱に触れて対応が徐々に変化。最初は香澄への譲渡を渋ってネットオークションに出品していた「ランダムスター」を、ギターを大切にする香澄の気持ちを感じ、出品を取り下げてキャンセル料540円と引換に香澄に譲り、香澄と一緒に「SPACE」で観たライブの衝撃もあり、なし崩し的に香澄と一緒にバンドをやることになる。また「ランダムスター」譲渡の際に、お昼を毎日一緒に食べることを条件に、蔵の地下にある部屋をバンドの練習場所および楽器置き場として提供するという約束を香澄と交わしている。これらの香澄との交流をきっかけに、沙綾、りみ、たえとも出会い、仲を深めていくきっかけにもなった。生徒会に入った影響もあってか、何だかんだで他人を放っておけない性格にもなってきている。
蘭とはとあるきっかけで仲良くなり、たまに華道や盆栽の話をする仲となっている。また、メンバーに内緒で「Glitter*Green」の七菜からキーボードを教わっている。
以前ピアノをやっていたが、中学受験を理由に止めている。香澄が「ランダムスター」に出会うきっかけとなった星のシールは、ピアノを習っていたころの有咲が1曲できるようになるともらっていたシールをお気に入りの場所に貼り付けていたものである。その頃通っていたミュージックスクールでレイヤのことを歌がうまいと注目しており、ここでギターを習っていたたえとは実はこの頃から面識があった（初めはピアノを習っていたが、その後ギターに転科した）。
あんこ系のもの全般が好き。その他好きな食べ物は玄米とゆでたまご。嫌いな食べ物はネギ。

## Afterglow
読みは「アフターグロウ」。羽丘女子学園高等部に通う幼馴染5人で結成されたバンド。中学時代に結成されたため、7バンドの中では一番活動歴が長い。バンド名は「夕焼け」という意味 で、練習をしていたのがいつも放課後だったことからきている。またバンド名には「たとえ喧嘩しても、五人で一緒にバンド名を考えた日のことを思い出せますように」という願いが込められている。テレビアニメ第1期では美竹蘭と青葉モカが第3話でSPACEの客として登場している。シンボルマークは稲妻。
略称は公式上特に決まってはいないが、作中では他のキャラクターに「アフロ」「あふたろー」と呼称されたことがある。命名者はそれぞれ、花園たえ、千早愛音である。
美竹 蘭（みたけ らん）
声 - 佐倉綾音
誕生日 - 4月10日(牡羊座)、身長 - 157cm、血液型 - A型、クラス- 1年A組（シーズン1） → 2年A組（シーズン2）→ 3年A組（シーズン3）、二つ名 - 反骨の赤メッシュ
ギター&ボーカル担当で、バンドの楽曲制作も担当している。モカとは4人の中で最も付き合いが長い。
物静かで恥ずかしがり屋だが、情に熱く、プライドが少し高い。夕焼けや桜、星空といった景色の良いものを好み、これらの面から、熱のある詩を書くことや、仲間と一緒に見た景色や思い出を心から大切にするという誰よりも仲間思いな性格。意見や不満がある時は年上でも物怖じせず抗議する。また、モカやひまりに仲間思いな部分や情熱的な一面を指摘された際は、恥ずかしさゆえに素直になれずにいた。
作詞のスタイルは言葉を飾らずにそのままの言葉で伝えようとする。これをリサはパンケーキに例えていた。
家は100年以上の歴史がある華道の家柄で父親には家を継ぐよう言われているが、本人は5人でバンドを続けて行きたいと考えている。見た目こそパンクだが、厳しく育てられたためか目上の人物には礼儀正しい。口癖は「いつも通り」「悪くない」。
実は視力が悪く、授業中はメガネをかけているが、メンバー全員このことを2年生に進級するまで誰も知らなかった。
Roseliaの友希那とは先輩後輩の関係にあたり、音楽に対する意識の違いからよく衝突するものの、互いに認め合っている。
Morfonicaの透子とは家同士で交流があり、幼い頃に面識があった。だが、それが透子だとわかったのは用事で彼女の家に赴いた時であった。
好きな食べ物はビター系のお菓子。嫌いな食べ物はグリンピース。暗いところやホラーが苦手。
青葉 モカ（あおば もか）
声 - 三澤紗千香
誕生日 - 9月3日(乙女座)、身長 - 158cm、血液型 - B型、クラス- 1年B組（シーズン1） → 2年A組（シーズン2）→ 3年A組（シーズン3）、二つ名 - ゴーマイウェイ
ギター担当。蘭とは一番付き合いが長く、フォローをすることも多い。やまぶきベーカリーの常連でもある。
好きなものにはとことん入れ込む、マイペースな性格。のんびりかつふわふわしていて、喋り方も特にその様子が伺われるが、周りをよく見ておりメンバーの心境を考えた発言や行動をしている。
漫画や物語が好きでシナリオを自ら書く一面もある。ただし、内容は定番の展開までの過程が大雑把になりやすいなど、本人の性格がそのまま反映されているところがあり、メンバーからたびたび指摘されている。
コンビニでバイトをしており、Roseliaのリサはバイト先の同僚。お互いに自分の幼馴染(蘭、友希那)のことを相談する事もある。
大食いで、ファストフード店のハンバーガーを10個余裕で食べるほど。太りにくい体質らしい。
目隠し利きパンが得意で、目隠しをした状態でパンを食べてどこの店のパンか当てることができる。かくし芸大会で披露したときは、Afterglowメンバーからは「モカがパン好きだということは以前から知っていることだから、それくらいできてもおかしくない」と見なされ反応が薄かった。だが、同じくパン好きのりみとパン屋の娘である沙綾からは高く評価された。
メンバーの中で唯一ホラー好きで、怪談話や都市伝説を話してメンバーを怖がらせてしまう事も。
飄々とした性格とは裏腹にメンバー内で最も学業の成績が良く、特に国語が得意。筆者の気持ちを答えたりすることには長けているため、あこの「かっこいい」が具体的に伝わらないという相談に乗り一緒に考えた。
好きな食べ物はパン。嫌いな食べ物は辛いもの。趣味はポイントカード集め・睡眠。
上原 ひまり（うえはら ひまり）
声 - 加藤英美里
誕生日 - 10月23日(天秤座)、身長 - 155cm、血液型 - B型、クラス- 1年B組（シーズン1） → 2年A組（シーズン2）→ 3年A組（シーズン3）、二つ名 - 不発の大号令
ベース担当で、Afterglowのリーダーである。ライブの方針といった最終的なとりまとめはリーダーとして指揮するなど役割を担うが、基本的にはメンバー全員で考えて一緒に結論づける。リーダーというよりはムードメーカーの一面が強い。ハロー、ハッピーワールド！の薫の大ファン。バンド編成すると黄色い歓声が出る。モカ、あこ、はぐみから「ひーちゃん」、七深からは「ひまりん先輩」と呼ばれている。
学校ではテニス部に所属。花咲川と試合をする機会があったら、美咲と対戦してみたいと思っている。
お菓子作りが得意で、よくメンバーにクッキーなどを振る舞っている。太りやすい体質で、まったく太る様子のないモカに少し嫉妬している。
よく「えいえいおー」と掛け声を言うが、メンバーがその掛け声にいつも乗ってこないことに文句を言う。また、お守りとして作った自作の人形をバンドのマスコットにしようとして、メンバーから却下されたことがある。
明るい性格で、表情・感情が豊かである。
りみとは甘いもの好き、薫ファンなど共通点が非常に多いことから打ち解け仲良くなった。
好きな食べ物はチョコレート・コンビニスイーツ。嫌いな食べ物はシイタケ。趣味はコンビニスイーツの食べ比べ。姉が1人いる。
宇田川 巴（うだがわ ともえ）
声 - 日笠陽子
誕生日 - 4月15日(牡羊座)、身長 - 168cm、血液型 - O型、クラス- 1年B組（シーズン1）→ 2年A組（シーズン2）→ 3年A組（シーズン3）、二つ名 - 豚骨しょうゆ姉御肌
ドラム担当。Roseliaのあこの姉で、同じドラマーで商店街出身の沙綾とは面識がある。
頼まれたら断れない性格で、よく人の手伝いをしている。他人を悪く言うこともなく、恨んだりすることもないなどさっぱりしている。
考えるよりも行動するタイプで、小説や漫画も友情モノを好むといった男勝りな部分を持つ。また、負けず嫌い故に蘭と衝突する事もしばしば。
自分のことよりも人を気遣う性格のため、夏風邪をひいて倒れてしまった時も風邪を感染させたくないとメンバーからのお見舞いを断った。
あこから紗夜について相談された時も、自ら紗夜の元に出向いて相談に乗っていた。
あこの演奏が上達した事で姉としての役割や、劣等感を覚えて戸惑いを感じてしまう事があったが、負けず嫌い、他人思いな部分を思い出してからは、自分もずっとあこにカッコイイと言われるようにもっと自分も上達させると決意を固めた。ただし、あこから若干買い被り気味なことを言われて呆れることもある。
香澄とはお互いの妹が友人関係であることに加え、和太鼓の演奏を手伝ってもらったこともあって仲が良い。
暑がりで室内にいるときは冷房の温度をよく下げるが、他のメンバーにとっては寒いと感じる温度の模様。
燐子とは、あことの繋がりがあるが交流自体は少ないため、本来の姿を知らず、あこの説明も相まって互いに異なった印象を抱いており買い被っていた。
3年生に進級後はマスキングと同じラーメン屋でバイトを始める。
好きな食べ物は豚骨しょうゆラーメン。嫌いな食べ物は特になし。趣味はファッション・和太鼓。
羽沢 つぐみ（はざわ つぐみ）
声 - 金元寿子
誕生日 - 1月7日(山羊座)、身長 - 156cm、血液型 - A型、クラス- 1年B組（シーズン1） → 2年A組（シーズン2）→ 3年A組（シーズン3）、二つ名 - 大いなる普通
キーボード担当。愛称は「つぐ」で蘭を除くメンバー全員の他、香澄、沙綾、はぐみなどからもこう呼ばれる。1年生から生徒会にも所属しており、2年生に進級後は副会長に就任している。商店街にある喫茶店「羽沢珈琲店」の娘で、アルバイトのPastel＊Palettesのイヴと一緒に店の手伝いもたまにしている。近頃はMorfonicaのつくしもアルバイトを始めた。商店街では青年部の部長をしている。
テレビアニメ『It's MyGO!!!!!』にも登場。3年生に進級後は羽丘女子学園の生徒会長に就任した。
個性的な者達が集う Afterglow の面々の中では、心優しく常識的な性格をしている一方、突出した個性がない事に少しコンプレックスを抱いているが、それ故にバンドの為に努力を重ねている。メンバーの間では「ツグってる（頑張っている）」という造語が使われていて、特にモカが使用する。
中学二年の頃、蘭だけ違うクラスになり、五人で一緒にいる時間が減った時に「バンドをやろう」と言い、Afterglow結成のきっかけを作った。これを始め、自覚はないが何かのきっかけを作る事が多く、メンバーの心の支えにもなっている。
クッキーの作り方を教わる為に羽沢珈琲店のイベントに参加した紗夜のサポートを任された際、紗夜の生真面目な部分も踏まえて、適切なサポートを通した事でお互いを理解し、尊重し合える関係となった。
好きな食べ物は母の焼いたケーキ。嫌いな食べ物はブラックコーヒー。趣味は入浴剤集め。特技は一番星を見つけること。雷が苦手。

## Pastel＊Palettes
読みは「パステル パレット」。略称は「パスパレ」。同じ事務所に所属するアイドルで結成されたバンド。Roseliaが音楽事務所に所属するまでは7バンド唯一の商業バンドだった。作中にてカラオケに楽曲が収録されている描写がある。テレビアニメ第1期では、若宮イヴが香澄のクラスメイト、氷川日菜と白鷺千聖は第3話でSPACEの客として登場している。ショートアニメ『ぱすてるらいふ』では主役として登場した。シンボルマークはアスタリスク。
丸山 彩（まるやま あや）
声 - 前島亜美
誕生日 - 12月27日(山羊座)、身長 - 156cm、血液型 - A型、クラス- 2年B組（シーズン1） → 3年B組（シーズン2）→大学1年生（シーズン3）、二つ名 - とびだせエゴサーチ
バンドリーダーで、ボーカル担当している。花咲川女子学園高等部2→3年生→四ツ葉女子大学文学部1年生。香澄達の学校の先輩。元々はアイドル研修生で、次のチャンスがなければ卒業という時にバンドの企画を持ちかけられる。また、ファーストフード店でアルバイトをしており、ハロー、ハッピーワールド！の花音とはバイト仲間。
努力家で、本番前にはしっかり歌詞を全て覚えてくる一方、アドリブが苦手なため、本番前には言うことを決めておいている。周りの評判を気にする性格で、学校にいる時やライブ終わりなどによくエゴサーチをしている。芸能人として街中で顔を指されることに憧れを抱いているが、自身より芸歴の長い千聖や芸能人でない薫の方が先に気付かれるなど、上手くいかないことの方が多い。また、抜き打ちテストの対策を香澄に教えるなど面倒見のいい一面もある。
髪色、SNSを頻繁に利用する、涙脆い、バンドリーダーなどひまりと共通点が多く、彼女に対して親近感を抱いている。
紗夜と同じ学校である事を、日菜に羨ましく思われている。
誕生日がクリスマスに近いこともあり、誕生日会とクリスマスパーティーが一緒にされることも多い。
好きな食べ物はオムライス・ハンバーグ。嫌いな食べ物はたこ。趣味はSNS・自撮りの研究。妹が１人いる。
氷川 日菜（ひかわ ひな）
声 - 小澤亜李
誕生日 - 3月20日(魚座)、身長 - 156cm、血液型 - AB型、クラス- 2年A組（シーズン1） → 3年B組（シーズン2）→大学1年生（シーズン3）、二つ名 - となりの天才ちゃん
ギター担当。羽丘女子学園高等部2→3年生→慶鵬女子大学人間科学部1年生。Roseliaの紗夜の双子の妹。天文部に所属しており、花咲川の天文部に所属しているこころとは合同で部活動をするなど交流がある。
メンバーの中では、唯一オーディションによって選ばれた。
才能があり練習をしなくても独特の感覚でなんとなくできてしまうため、感性が周りの人と大きくずれている。それ故、自分とは違う相手や周囲の状況を考えない発言や行動をしてしまう事も多く、特に彩に対しては歯に衣着せぬ発言をすることが多い。また、練習の集合時間などにもよく遅れてきたが、現在は千聖の指導もあり改善しつつある。
「るんっ♪」という擬音をよく使うが、感覚的で解りにくい発言が多い。
姉の紗夜が大好きで、ギターも紗夜の影響で始めた。紗夜とはややぎこちない関係だが、内心では昔のように仲良くなりたいと思っている。紗夜が冷たい態度を取っても滅多に怒らないが、紗夜が日菜へのコンプレックスから自暴自棄になってギターを弾くことをやめようとしたときは、ギターを辞めないという約束を破ったとして、泣きながら怒りをあらわにして自分の思いをぶつけ つつも、知らないうちに紗夜を傷つけていたことを謝っている。
あことは姉自慢を語り合える仲である。また、一緒にいると面白いという理由で薫と一緒に行動することもある。
3年生に進級後は羽丘女子学園の生徒会長に就任している。入学式での自由奔放な挨拶に、明日香を唖然とさせている。また、突拍子もない提案をしては、副会長であるつぐみを振り回すことが多いが、文化祭を花咲川と合同開催することを立案して、実行委員長として成功に尽力した。その他にも、よりよい学校生活のため新しい企画を提案している。
好きな食べ物はガム・キャンディー・ジャンクフード。嫌いな食べ物は豆腐・湯葉など味が薄いもの。趣味はアロマオイル作り。
白鷺 千聖（しらさぎ ちさと）
声 - 上坂すみれ
誕生日 - 4月6日(牡羊座)、身長 - 152cm、血液型 - B型、クラス- 2年A組（シーズン1） → 3年A組（シーズン2）→大学1年生（シーズン3）、二つ名 - 微笑みの鉄仮面
ベース担当。花咲川女子学園高等部2→3年生→四ツ葉女子大学文学部1年生で、彩と同じく香澄達の学校の先輩。幼少期から子役として活動していたためか、良くも悪くも合理主義者で、失敗しない道を選ぶよう心がけている。電車の乗り換えが苦手。絵も苦手だが、その事実を周りにばれないように隠している。
ハロー、ハッピーワールド！の薫とは幼馴染で、現在の彼女のキャラクターが気に入らないらしく、態度は基本的に辛辣だが、芝居の腕前は高く評価している。花音とはクラスメイトで、オフの日はよく一緒にカフェなどに行くなど非常に仲が良い。そのため、この二人に対しては本心で話したり素の自分を出したりすることがある。
日菜や薫のような天才ではないことを自覚しているため、人目につかないところで努力を重ね出来るようになってから練習に加わっていた。舞台稽古にメンバーを呼んでいた時に「千聖ちゃんならできる」と言われ、「私が何でもできると思わないで」と激怒した。これはメンバーを仕事仲間として捉え、本心を語っていないことにより誤解されていた。そのことを反省し、メンバーとのコミュニケーションを大事にするようにした。
ファンを大切にする性格で、送られてきたメッセージには必ず返事を返すことをポリシーにしている。
たえに振り回されても付き合うなど面倒見のよさもある。
好きな食べ物は紅茶・アサイーボウル・さっぱりした味のもの。嫌いな食べ物は納豆。趣味はカフェでお茶・ショッピング。虫とカエルが苦手。レオンという名前のゴールデンレトリバーを飼っている。妹がおり、たびたび私服を勝手に着られている。
大和 麻弥（やまと まや）
声 - 中上育実
誕生日 - 11月3日(蠍座)、身長 - 161cm、血液型 - O型、クラス- 2年B組（シーズン1） → 3年B組（シーズン2）→大学1年生（シーズン3）、二つ名 - 荒れ狂う機材オタク
ドラム担当。羽丘女子学園高等部2→3年生→慶鵬女子大学社会学部1年生。一人称は「ジブン」。Pastel＊Palettesの企画が持ち上がった時にドラムを担当するアイドルがいなかったため、スタジオミュージシャンとして臨時で入っていた。千聖に眼鏡を外したビジュアルの高さを見込まれ、そのままバンドのメンバーとなる。
「機材に囲まれているだけで幸せ」などかなりの機械オタクで、機械の話になると時間を忘れてしまう。また、ライブハウスやスタジオミュージシャンに関する情報に精通している。
元々表舞台に出るタイプではないため、美容関係には無頓着。また「フヘヘ」という独特の笑い方をするため、千聖に注意されている。
学校では演劇部に裏方として所属し、薫からも信頼されている。また、日菜や薫等の言葉を理解できる数少ない人物でもある。
友希那とは音楽関係の話で意気投合することが多い。また同じ猫好きで、機械の話と同様に話すと止まらなくなる。
マスキング（ますき）とは互いに憧れの存在となっている。
好きな食べ物は野菜スティック。嫌いな食べ物は高級食材。趣味は前述のとおり機材に触れること。
若宮 イヴ（わかみや いゔ）
声 - 秦佐和子
誕生日 - 6月27日(蟹座)、身長 - 163cm、血液型 - A型、クラス - 1年A組（シーズン1） → 2年E組（シーズン2）→ 3年B組（シーズン3）、二つ名 - 北欧から来たサムライ
キーボード担当で、日本人の父とフィンランド人の母を持つハーフである。花咲川女子学園高等部1→2→3年生。日本の文化や歴史が好きで、甲冑や日本刀などに興味関心がある。特に武士道が好きで、口癖でも「ブシドー」と言うことが多い。よく日本のことわざを使うが、会話の内容に合っているような、合っていないような絶妙なチョイスのものを使う。また、 流星堂の蔵の中にある骨董品に興味があり、メンバーを連れてきたこともあった。彼女のセリフでは呼んだ相手の名前がカタカナになる。
華道部、剣道部、茶道部を兼部し、さらに羽沢珈琲店でバイトするなど放課後はかなり忙しい。
元々雑誌のモデルをしていたため、流行の服装などのおしゃれに関することに詳しい。またモデルとアイドルで人格を使い分けており、早変わりでメンバーを驚かせた。
人懐っこくて、何事にも前向きに取り組む素直な性格。怖い話が苦手。
好きな食べ物はジンジャークッキー。嫌いな食べ物はぬか漬け。趣味は時代劇鑑賞。

## Roselia
読みは「ロゼリア」。略称はない。薔薇の「Rose」と椿の「Camellia」を合わせた造語で、友希那が青い薔薇をイメージしながら「Roselia」という名前を考えた。燐子によれば青い薔薇の花言葉は、「不可能を成し遂げる」。テレビアニメ第1期では第9話と第13話にゲスト出演し、OVAにて本格的に登場。第9話では「SPACE」で「Glitter*Green」とのジョイントライブを行っている。シーズン2の途中より作中で大手音楽事務所所属となりプロのバンドとして活動している。第1期で着用している衣装は「BLACK SHOUT」のものだが、ゲームでは5人全員の衣装がノースリーブタイプに統一されているなど、若干の違いがある。シンボルマークは薔薇。
バンドストーリー3章から事務所に所属し、プロ入りを果たした。
湊 友希那（みなと ゆきな）
声 - 相羽あいな
誕生日 - 10月26日(蠍座)、身長 - 155cm、血液型 - A型、クラス- 2年B組（シーズン1） → 3年A組（シーズン2）→大学1年生（シーズン3）、二つ名 - 狂い咲く紫炎の薔薇
「Roselia」のリーダーで、バンドではボーカルを務めるほか、楽曲の制作も行っている。羽丘女子学園高等部2→3年生→四ツ葉女子大学芸術学部音楽学科作曲コース1年生。音楽に非常にストイックで、父親の無念を晴らすために「FUTURE WORLD FES.」の出場を目指す。
自らの心の揺れをあまり表に出すタイプではないものの、芯が強く、自分の信じたものを決して疑わない純粋な性格で、それ故に信じるものに対して盲目的になってしまい、周りが見えなくなることもある。また音楽一辺倒だったためか、料理など家事が苦手。パソコンにも疎く、日本語変換ができなかった。
テレビアニメ第1期第9話で「SPACE」でのライブ後に控室で泣き崩れるリサを慰めたり、足を引っ張っていないか不安になっている燐子を励したり、燐子の自主練に付き合うなど、面倒見が良く仲間思いの一面もある。 口癖は「当然よ」。
「SWEET MUSIC SHOWER（以降SMS）」での演奏後にバンドがバラバラになってしまった際には、どうすればRoseliaの音を取り戻せるかがわからず苦悩する。しかし香澄たちのライブや紗夜の言葉を受けて、「惨めだろうが、私はRoseliaの湊友希那でいたい」という思いをメンバーに吐露し、和解する。
Roseliaの目指す頂点をメンバーで共有した後も引き続き、厳しい練習を重ねてはいるが、夏休みに皆とテーマパークに行く事に賛成して、メンバーの事をより理解する事や、皆が興味を持つものを一緒に体験する事で視野を広げようと試みたりと、バンドとしての活動以外の事も通してRoseliaをより良いものにしていこうとしている。
Afterglowの蘭からはライバル視されている事を少し気にしているが、Afterglowや蘭の実力も認めている。対バンライブを提案された際もお互いの全力を出せる良い機会と判断して賛成している。
好きな食べ物はハチミツティーとリサが作ったクッキー。苦手なものはメロンで、嫌いな食べ物はゴーヤなどの苦いもの。
過去に猫を飼っていたことがあるため、猫の話になると態度が軟化するほどの猫好き。Morfonicaの瑠唯とは学校は違うものの、ガルパのイベント「花明かりのシンフォニー」で、お互いのことを理解して仲が良くなった。ガルパでは、友希那を編成すると黄色い歓声が出て瑠唯が微笑むが、シャイなため真面目な表情になる。
氷川 紗夜（ひかわ さよ）
声 - 工藤晴香
誕生日 - 3月20日(魚座)、身長 - 161cm、血液型 - AB型、クラス- 2年B組（シーズン1） → 3年A組（シーズン2）→大学1年生（シーズン3）、二つ名 - サッドネスメトロノーム
ギター担当。花咲川女子学園高等部2→3年生→慶鵬女子大学法学部1年生。香澄達の学校の先輩で、高校では風紀委員と弓道部に所属していた。Pastel＊Palettesの日菜の双子の姉。方向性が合わずバンドを抜けたところに友希那と出会い、考え方が一致したことでバンドに加わる。友希那からは、「正確で素晴らしい演奏」と評されている。
生真面目で何事も決して手を抜くことはないが、神経質ゆえにあまり物事を前向きにとらえられないという一面も持つ。近頃はメンバーを思いやる言動も増えてきており、SMS後にバンドがバラバラになってしまった際にはリサとともにRoseliaを守るために行動した。現在ではバンドの技術的な面に加え、精神的な面においても支えとなっている。少々周りに影響されやすいところもある。
才能があって少し練習すればなんでもできる妹の日菜に対して強いコンプレックスを抱いており、同様の理由からギターをやめてしまいたいと考えたこともあったが、そのことを聞いた日菜に、紗夜自身に対する本音（後述）をぶつけられたことで考えを改める。日菜に感謝するとともに、「これが氷川紗夜の音だと胸を張って言えるようになるまでギターを弾き続ける」という決意と共に、改めて練習に励む。現在は「自分の音」を模索中。
休日にはギターの練習や、リサと一緒にバンドメンバーのためにクッキーを焼いたりしている。
「Neo Fantasy Online-旅立ち-」にてオンラインゲームのNFOをプレイして以降、NFOにハマり、ゲーム内イベントにもよく参加するようになった。
好きな食べ物はジャンクフード・ガム・キャンディーで、メンバーや日菜と共に食事をする際はしばしばフライドポテトを注文して(あるいはメンバーに注文されて)食べている。実は犬などのふわふわした動物が好き。嫌いな食べ物はにんじん。
今井 リサ（いまい りさ）
声 - 遠藤ゆりか（初代）→中島由貴（2代目）
誕生日 - 8月25日(乙女座)、身長 - 158cm、血液型 - O型、クラス- 2年A組（シーズン1） → 3年A組（シーズン2）→大学1年生（シーズン3）、二つ名 - 慈愛の女神
ベース担当。羽丘女子学園高等部2→3年生→四ツ葉女子大学国際学部1年生で、友希那の幼馴染。
音楽からは離れていたが、友希那がバンドを組むと聞いてバンドに加わる。
社交的で情に厚く明るい性格で、面倒見がいい。おしゃれに詳しく、友達も多い一方、他のメンバーとのファッションセンスには差があり、それが共通衣装作成のきっかけになった。
しっかり者で責任感が強い一面を持っている。また、常にメンバーに気を配るような優しさを持っており、Roseliaの精神的な支柱になっている。
恋愛小説を好む一方、都市伝説などのホラーや虫が大の苦手と言った乙女チックな部分を持つ。「刺繡」と「詩集」を間違えるといったうっかりしたところもある。
今時の見た目に反して、和食を好み、好きな食べ物は筑前煮と酢の物。嫌いな食べ物はグリーンスムージー。
手先が器用で、編み物やお菓子作りなどもこなす。他のメンバーのためにクッキーを作ったりもしており、近頃は紗夜も一緒に作ることもある。
Afterglowのモカとはバイト仲間で、彼女からとても信頼されて相談にも乗っている。
Pastel＊Palettesの日菜とは、2年時にクラスメイトで紗夜と会う前から友人関係である。そのため紗夜と日菜の両方から、お互いに対しての頼みを受けることが多い。
RAISE A SUILENのレイヤとは同じベース担当で仲の良い幼馴染がいるという共通点もあり、打ち解けた。なお、初めは彼女を同い年だと思っていた。
宇田川 あこ（うだがわ あこ）
声 - 櫻川めぐ
誕生日 - 7月3日(蟹座)、身長 - 148cm、血液型 - B型、クラス - 中等部3年B組（シーズン1） → 高等部1年A組（シーズン2）→2年A組（シーズン3）、二つ名 - 闇の波動がアレする黒っぽい堕天使
ドラム担当。羽丘女子学園生で、Afterglowの巴の妹。友希那の歌声に憧れ、何度も加入を頼み込み、成り行きでリサとともに受けたオーディションで、友希那と紗夜に認めてもらい、メンバーとなる。
大好きな姉に惹かれてドラムを始めたほか、姉を目指して「かっこよさ」を研究しており、中二病染みた発言が多いものの、語彙力不足から擬音に頼ることが多い。このため、親友の燐子があこの発言を通訳することが多い。
明るく好奇心旺盛な性格をしている。基本的に一人で突っ走りがちでしっかりしたメンバーから窘められることも多いが、決まったまとめ役がいない場合は一番冷静になる。実は譜面が読めず、譜面を音ゲーのマークに書き換えてもらうよう燐子に頼むことがある。基本的に年上相手でもタメ口で話すが、巴とは異なる形で憧れを持つ友希那や厳格な物腰の紗夜に対しては敬語で話す。また、彼女のセリフで呼んだ相手の名前がひらがなになることがよくあるが、蘭等の例外もある。
高等部進級後は明日香や六花と同じクラスとなり、仲良くなった。
好きな食べ物はポテトチップ・ジェリービーンズ。嫌いな食べ物はピーマン・なまこ。趣味はカッコいいこと研究。
白金 燐子（しろかね りんこ）
声 - 明坂聡美（初代）→志崎樺音（二代目）
誕生日 - 10月17日(天秤座)、身長 - 157cm、血液型 - O型、クラス- 2年B組（シーズン1） → 3年A組（シーズン2）→大学1年生（シーズン3）、二つ名 - 不動のスキルマ
キーボード担当。花咲川女子学園高等部2→3年生→四ツ葉女子大学芸術学部音楽学科ピアノコース1年生。香澄達の学校の先輩。あこの親友でよくオンラインネットゲームで遊んでいる。
小さい頃からピアノを弾いており、バンドのキーボードのメンバーを募集していることをあこから聞き自分も参加してみようと思い友希那たちのオーディションを受ける。そこでバンドの可能性を見出した友希那に認められメンバーとなる。
とてもおとなしく、りみ以上に引っ込み思案だが、ゲームのチャット上での会話では饒舌になり、顔文字も多用する。消極的だが、「これ」と決めたものを極めるタイプであり、ピアノやオンラインゲームが長続きするのもこの性格に起因する。
あことはオンラインゲームを通して親しい関係にあり、悩んでいるあこを諭す、励ますといった面倒見の良い一面を持つ。普段誰に対しても丁寧な口調で話すがあこに対しては普通の口調で話す。
芯は強い部分を持つ。周りをよく見ていて、それに応じた発言をする、必要な時はしっかり自分の考えを言葉にするといった形でメンバーを大きく支えている。
ステージ衣装を五人分作れるほど裁縫が得意。自分の部屋にはPCの他、グランドピアノ、ゲーム用の椅子、ヘッドホンなどがある。
3年生に進級後、花咲川女子学園の生徒会長に就任 した。羽丘の生徒会長であるPastel＊Palettesの日菜から持ちかけられた文化祭の合同開催に応じ、花咲川側の実行委員長として成功に尽力した。
ハロー、ハッピーワールド！の薫のことを最初は怖いと感じていたが、薫のことを理解して仲良くなった。
Morfonicaの瑠唯とは幼馴染。
Afterglowの巴とはあことの繋がりがあるが交流自体は少ないため、本来の姿を知らずあこの説明も相まって互いに異なった印象を抱いており買い被っていた。
好きな食べ物はホットミルクで、嫌いな食べ物はセロリ。趣味はオンラインゲーム・クロスワード。

## ハロー、ハッピーワールド!
略称は「ハロハピ」。こころが「世界を笑顔にする」という目的のために結成したバンド。幼稚園や商店街のイベントに出演することが多く、子供からの人気が高い。テレビアニメ第1期では、北沢はぐみが香澄のクラスメイト、奥沢美咲と瀬田薫は第3話でSPACEの客、弦巻こころと松原花音は第8話で文化祭の出し物を披露（こころは手品、花音は占い）する形で登場している。シンボルマークは旗のついた球体。
弦巻 こころ（つるまき こころ）
声 - 伊藤美来
誕生日 - 8月8日(獅子座)、身長 - 155cm、血液型 - B型、クラス - 1年C組（シーズン1） → 2年B組（シーズン2）→ 3年Ｅ組（シーズン3）、二つ名 - 笑顔の波状攻撃
ハロハピのリーダーで、ボーカルを担当している。花咲川女子学園高等部1→2→3年生。
自身の誕生会に著名人が来たり、ヨーロッパの王国の国王とも知り合いであるほどの名家の令嬢であり、周りには黒服の人と呼ばれる護衛がいる。また、彼女の立場を恐れた先生の計らいにより天文部を作ってもらっており、唯一の部員である。1年では美咲と、進級後はりみと沙綾と一緒のクラスとなる。ハイテンションな性質と不思議な言動から「花咲川の異空間」と呼ばれており、香澄やはぐみとは一瞬で意気投合した。
上級生や目上の人に対しても一切敬語を使わず、平気で呼び捨てにする。しかし、彼女が名家の令嬢であることを強く意識している描写がある登場人物はともかく、そのような描写がない登場人物（特に、風紀の維持に特別なこだわりを持つ紗夜等）も、敬語や敬称を使ってこない彼女に対して何も注意していないことから、彼女が注意されない要因は、彼女が名家の令嬢であること以外（彼女が常に女性語で話しかけるから、彼女の常識に囚われない独特な考え方に惹かれているから等）にある可能性も否定できない。
身体能力及び運動神経が異常なほど高く、校舎の4階から飛び降り、無傷で着地したり、学校の塀からバク転をしながら飛び降りることが出来る。一流の体操選手しか不可能なほどのアクロバティック動きも日常的にしている。
観察眼に優れており、一目で他人に隠し事があるかどうかを見抜くことができる。しかし、薫の高所恐怖症を忘れ高所でライブを企画するなど忘れっぽい。
食べ物の好き嫌いは特になく、何でもよく食べる。趣味は楽しいこと探し。
ミッシェルの正体に気付いていない。美咲から正体を明かされたこともあるが、頑なに信じようとしない。また上述の黒服達も、ミッシェルの正体を隠すことになぜか全面協力している。当初はそもそも美咲の名前も顔も覚えられずにいた。
瀬田 薫（せた かおる）
声 - 田所あずさ
誕生日 - 2月28日(魚座)、身長 - 170cm、血液型 - AB型、クラス- 2年A組（シーズン1） → 3年C組（シーズン2）→大学1年生（シーズン3）、二つ名 - 荒唐無稽の一人芝居
ギター担当。羽丘女子学園高等部2→3年生→四ツ葉女子大学芸術学部演劇学科演技コース1年生。高校では演劇部に所属。メンバーで唯一出身校が異なる。その場にいるだけで、女子たちが殺到するほど整った顔をしている。りみやひまりもファンの一人である。演劇でギターの経験はあり、こころにギターを頼まれた時は二つ返事でOKした。演奏スタイルはパフォーマンスを強く意識しており、たえから「あれだけ動き回っててよくちゃんと弾けるな」と驚かれるほどである。
芝居の腕前は一流で、「どんな役でも台本を読めばすぐに役を降ろすことができる天才」と千聖から評価されている。一方で、意味を十分に理解しないままシェイクスピアやゲーテの名言を口にすることがあり、解説を求められると誤魔化す。また、 「儚い」という言葉をよく使うが、「感動的な」、「綺麗な、煌びやかな」、「美しい」、「良い」などの意味合いで使用することが多く、本来の意味では使わない。上記の通り、演技をするように話す場面や、アドリブが得意故の誤魔化しこそ目立つが、演劇やギター、仲間の助言など、自分の役割に対しては、強い責任感を持つ部分も見られる。また、一人一人に感謝の言葉を送るなど、ファンサービスにも一切手を抜くことがない。
その他、ホラー系（学校の七不思議の心霊現象など）などの本人が苦手とするものを避けようとしている様子を指摘されては、しばしば誤魔化す。
ホラーの他には高所が苦手で、それ故にこころの提案した、スカイダイビングや飛行船でのショーを含めたライブなどは役目をしっかり果たせても、その後は気絶してしまう。高所に行くことを断ろうとすることはあるものの、逃げたりはしない。
Pastel＊Palettesの千聖とは幼馴染で、家族ぐるみの付き合いがある。千聖から「かおちゃん」と呼ばれるのが苦手で、あだ名で呼ばれると赤面して素が出てしまう。男性めいた振る舞いをするため、敬称では主に「さん」付けで呼ばれ、はぐみと日菜からは「君」付けで呼ばれている。またファンからは「様」付けで呼ばれている。
Morfonicaの瑠唯とは、初のガルパのモニカの箱イベント「花明かりのシンフォニー」で、演技をするように話す場面であった。また期間限定ハロウィンの時、瑠唯のことを気にしており、薔薇をプレゼントしていた。
好きな食べ物はキャラ作りでは、ぶどうジュース・ザッハトルテ・ヴィシソワーズ。本当に好きな食べ物は雑煮。嫌いな食べ物は生の魚介類。趣味は哲学書を読むこと。
こころ、はぐみと同様にミッシェルの正体に気付いていない(美咲だと信じていない)。
北沢 はぐみ（きたざわ はぐみ）
声 - 吉田有里
誕生日 - 7月30日(獅子座)、身長 - 152cm、血液型 - O型、クラス - 1年A組（シーズン1） → 2年E組（シーズン2）→ 3年E組（シーズン3）、二つ名 - 北沢印は元気印
ベース担当。花咲川女子学園高等部1→2→3年生。商店街の肉屋「北沢精肉店」の娘で、店のコロッケを気に入っている。
こころにベースを頼まれた時は、「弦の本数がギターより二本少ないから楽しそう」という理由で承諾した一方、ベースをもらってからはしっかりと練習していた。
運動神経がよく、地元のソフトボールクラブのエースでキャプテンを務めている。また、学校ではダンス部に所属。羽丘ダンス部の巴やリサらと一緒に活動することもある。
ボーイッシュだが、「ハロハピの中で一番女の子らしい」と言われている一方、自分には可愛いものが似合わないと思っており、自身の外見がコンプレックスになっている。
香澄とは幼馴染で、幼少期によく大きな公園で遊んでいた。しかし、その公園が取り壊されることになってしばらく顔を合わせることがなかったが、CiRCLEで偶然香澄と再会した。取り壊された公園の跡地は、現在公民館になっている。
花音を｢かのちゃん先輩｣と呼んだり、香澄を｢かーくん｣と呼んだり、美咲を｢みーくん｣と呼んだりと、人に独自のあだ名を付ける癖がある。また、香澄やひまりからは「はぐ」と呼ばれている。
好きな食べ物は自分のお店のコロッケ・お肉・カレー。嫌いな食べ物は特になし。趣味はマラソン。
ウサギの着ぐるみの「マリー」を着てイベントに参加することがあるが、何故かミッシェルのことは着ぐるみと認識しておらず、こころ、薫と同様に、ミッシェルの正体に気付いていない。
松原 花音（まつばら かのん）
声 - 豊田萌絵
誕生日 - 5月11日(牡牛座)、身長 - 156cm、血液型 - O型、クラス- 2年A組（シーズン1） → 3年A組（シーズン2）→大学1年生（シーズン3）、二つ名 - 迷宮のジェリーフィッシュ
ドラム担当で、ドラムを辞めようとしていた時にこころと会い、わけのわからないうちに勧誘され成り行きでドラム担当となる。花咲川女子学園高等部2→3年生→慶鵬女子大学文学部1年生。高校では茶道部に所属。 Pastel＊Palettesの千聖の親友。彩とはファーストフード店でのバイト仲間。バンド内では常識的な性格をしており、美咲とともにメンバーをまとめるのに苦労している。一方で、周りを巻き込んで行動を起こせるこころを、すごいとも思っている。ハロハピで唯一ミッシェルの中身が美咲であると知っている。
「ふえぇ」が口癖。内気で常におどおどして、パニック状態になると更に弱気になるものの、こころからは「びくびくすることに慣れていて、いざという時は意外と大丈夫」「ハロハピで一番肝が据わっている」と言われている。また、極度の方向音痴でよく道に迷い、その度に千聖や薫、美咲、マスキング（ますき）たちに助けられている。
好きな食べ物は美味しいお菓子・ケーキ・コーヒー・紅茶。嫌い食べ物はキノコ。クラゲが好き。趣味はカフェめぐり。
ミッシェル / 奥沢 美咲（おくさわ みさき）
声 - 黒沢ともよ
誕生日 - 10月1日(天秤座)、身長 - 157cm、血液型 - 不明、クラス - 1年C組（シーズン1） → 2年A組（シーズン2）→ 3年E組（シーズン3）、二つ名 - 熊の中の常識人
DJ担当。花咲川女子学園高等部1→2→3年生。テニス部所属。
たまたまバイトで商店街のマスコット「ミッシェル」の着ぐるみを着ていた所を、こころに捕まり、半ば強引にバンドメンバーに加えられる。 その後こころに自分がミッシェルの中の人だと告白するも、花音以外にはミッシェル=美咲ということが通じず、文字通り「ミッシェルの中の人」ということでメンバーとなる。そのためこころ、はぐみ、薫はバンドメンバーは6人いると認識している。また、ミッシェルでいることに慣れてしまい、商店街で子どもと会うと反射的に隠れてしまう。
最初は勝手にメンバーにされたにもかかわらず、上記のように自分がミッシェルであると花音以外のメンバーに気づいて貰えないことや、自分が作詞作曲やライブの取り決めなどを全てやっているのに対して表舞台に出るのは自分ではなくミッシェルであることに嫌気が差していたが、こころたちに「美咲のおかげでハロハピがある」と言われたことにより、ハロハピのメンバーとして活動していく決意を固める。
ガルパのイベント「旅立つ人へ」で、美咲としてハロハピのステージに立つまでの経緯が描かれており、2023年3月16日の6周年アップデートにより、美咲としてプレイが出来ることができるようになった。
こころが描いた絵や鼻歌から美咲がイメージを膨らまし、歌詞や曲調を決めていく手法をとっており、バンド内では実質的な楽曲制作の担当者にあたる。本人曰く「大体こころが分かんないこと言って、はぐみも分かんないこと言って、薫さんが『儚い』って言って、花音さんが『ふぇぇ』って言って、それを『落とし込む』」。これをリサはプリンに例えていた。
有咲とはお互い香澄、こころという破天荒な人物と絡むことが多いことから、苦労人仲間として会話をすることが多い。りみとも、同バンドメンバーであるこころとはぐみ以外の同年キャラのことを苗字で呼ぶ中いつからか下の名前で呼ぶようになっており、仲がいい様子。3年生に進級後は花咲川女子学園の生徒会長に就任した。
こころと波長の合う香澄をハロハピにスカウトしたこともある。
趣味は羊毛フェルトで妹に作ってあげるなど妹想い。好きな食べ物はファミレスのメニュー。嫌いな食べ物はパクチー。

## Morfonica
読みは「モルフォニカ」。略称は「モニカ」。「ガルパ」シーズン2にて、名門のお嬢様学校である月ノ森女子学園高等部の1年生達が結成したガールズバンドである（シーズン3では2年生）。名前の由来は『モルフォ蝶』より。また、ましろ役の進藤あまねはレコログとのインタビューの中で、メンバーの「変わりたい」という気持ちを示す「メタモルフォーゼ」と、バンドの特色であるバイオリンといったクラシカルな要素にちなんだ「シンフォニック」を掛け合わせて付けたと説明している。シンボルマークは蝶。
2020年3月の実装に先駆け、2019年3月より順次公開されていた「メインストーリー第2章」にましろが物語のキーパーソンとして登場している。
倉田 ましろ（くらた ましろ）
声 - 進藤あまね
誕生日 - 2月19日(魚座)、身長 - 154cm、血液型 - 不明、クラス -1年A組（シーズン2）→2年A組（シーズン3）、二つ名 - 後ろに向かって全速前進！
ボーカルと作詞を担当しており、バンドを通して平凡な自分でも特別なものを見つけたいと願っている。ライブではりりしい表情を見せる一方、実際は大人しい性格をしており、何事に対しても弱気で控えめになってしまう 。また、想像力が豊かであり空想にふける癖がある。透子からは「シロ」、モカや七深からは「しろちゃん」と呼ばれている。
元々は一般の中学校に通っていたが、ある憧れから名門校である月ノ森女子学園に入学。しかし、周囲の才能溢れる生徒に圧倒され落ち込む毎日を送っていた。
「第2回ガールズバンドパーティー」に先駆けて行われた合同ミニライブを見に来た際、香澄とたえに話しかけられ、「バンドを組んでみたい」と話していた。その後、CiRCLEで香澄とたえに再会した際には、メンバー募集のチラシを剥がし、「バンドはもっと楽しいものと思っていた」と告げて、香澄たちの前から去る。しかし、香澄たちの説得もあり、透子と共に「第2回ガールズバンドパーティー」を訪れて演奏を聞き、ライブ終了後に香澄にバンドを再開することを告げる。
六花やあことはPoppin'Partyのライブを一緒に観に行ったのを機に仲良くなった。だが六花とは互いにバンド活動のことできっかけをくれた存在である香澄の話になったときに衝突することがある。
「ふわキャラ」が好きでミッシェルのことも好き。ミッシェル=美咲ということは認識しているが、あくまで美咲は美咲、ミッシェルはミッシェルとして接している様子。
好きな食べ物はビーフシチュー。嫌いな食べ物はほうれん草、グリンピース、にんじん。子供の嫌いな食べ物は大体苦手。趣味は編み物。
桐ヶ谷 透子（きりがや とうこ）
声 - 直田姫奈
誕生日 - 12月16日(射手座)、身長 - 164cm、血液型 - 不明、クラス -1年B組（シーズン2）→2年A組（シーズン3）、二つ名 - 天上天下あたし独尊
ギターと衣装制作を担当。「月ノ森のカリスマ」と呼ばれ、学校やSNSで人が周囲に集まる人気者であり、ブームの先取りを得意としている。明るくカラッとした性格で、思い付きで行動することが多く、周囲を振り回すこともある。実家は由緒ある呉服屋で、時折育ちの良さを見せる。口癖は「ミクロンミクロン」。
「第2回ガールズバンドパーティー」をましろと共に見に来ており、香澄へバンドを再結成することを告げた。
バンド内のテストがあるときに上手く弾けないことを悩み、たえ、紗夜、薫から弾き方を教わっていたことがある。
蘭とは家同士で交流があり幼い頃に面識があった。そのことに気づいたのは自分の家に蘭が用事で訪れたときだったが、当時は彼女を振り回して困らせていたとのこと。
好きな食べ物はカップ焼きそば。嫌いな食べ物はミント系のガム。趣味はSNS、服のデザイン。
広町 七深（ひろまち ななみ）
声 - 西尾夕香
誕生日 - 6月16日(双子座)、身長 - 157cm、血液型 - 不明、クラス -1年B組（シーズン2）→2年B組（シーズン3）、二つ名 - 私、何か変なこと言いました？
ベースを担当。「普通」に憧れているが、どこかズレた発言、行動をしてしまう。本人はそのことを気にしており、周囲に溶け込むために本当の自分を隠している。また、「普通の青春」にあこがれてバンドに加入したため、楽器は初心者である。メンバーのことをあだ名で呼び、先輩のバンドメンバーのこともあだ名+先輩と呼んでいる。
学校でホラー研究会に所属するほどのホラー好きで、りみと意気投合する。口癖は「広町的には～」。
手先が非常に器用でアクセサリー作りが得意。お菓子をモチーフにしたものは、本物と見間違うレベルの出来になるほどである。
ファミレスでバイトを始め、2年生に進級後はバイトリーダーを任されるまでになった。
好きな食べ物は辛いもの、癖のあるもの。嫌いな食べ物は特になし。趣味はおまけ集め。
父親からは｢なーちゃん｣と呼ばれている。
二葉 つくし（ふたば つくし）
声 - mika
誕生日 - 9月15日(乙女座)、身長 - 150cm、血液型 - 不明、クラス -1年A組（シーズン2）→2年B組（シーズン3）、二つ名 - 背のびしたGirl
モルフォニカのリーダーでありドラムを担当している。また、バンドではリーダーとして月ノ森の名に恥じないバンドにするためにメンバーをまとめている 。透子からは「ふーすけ」、モカ、はぐみ、七深からは「つーちゃん」と呼ばれている。
クラスの学級委員長。「しっかり者」を自称しており、努力家で常に自信満々に行動するが、ドジなところもあり、本当の意味でしっかり者で頼りになる人を目指して奮闘している。口癖は「ふふーん」。
リーダーとして大事なことを彩から聞き出そうとするが、慌てながらもちゃんと答えようとするのを見てサービス精神が大事だと悟る。
イヴが多忙になりシフトが減ることに伴ってバイトを募集していた羽沢珈琲店でバイトを始めた。
好きな食べ物はお母さんのカレー。嫌いな食べ物はみどりの野菜。趣味はヘアアレンジ。 妹が2人いる。
八潮 瑠唯（やしお るい）
声 - Ayasa
誕生日 - 11月19日(蠍座)、身長 - 169cm、血液型 - 不明、クラス -1年C組（シーズン2）→2年A組（シーズン3）、二つ名 - 正論爆撃機
バイオリンと作曲を担当。ドライな性格で、何事でも常にトップを目指しており、学業でも学年トップの成績を維持している。
かつて、音楽を無意味なものと捨てた過去があるが、ましろ達の友情と優しさに感動し、もう一度音楽の世界に戻った。
高校生に見えないほど非常に大人っぽい。
女性的な口調で、少し低い声が出る。
ライブ編成(ましろ・透子・つくし)では、黄色い歓声が出るが発破をかける。
透子とはたまに喧嘩をするほど仲が良い。
メンバーに指摘されると、目を逸らす一面もある。素直に言えないシャイなところもある。
薫の次にミステリアスなキャラだが、初のガルパのモニカの箱イベント「花明かりのシンフォニー」では、他のバンドのメンバーに関わり音楽について聞いていた。ハロハピのはぐみに無理やり話しかけられたが話を聞いた。また薫の話に理解を示しており、認めている。コミュニケーション能力はましろよりも上である。しかし、チュチュの質問に真面目に答えずに怒らせてしまうなど空気を読まないこともある。
なんだかんだで面倒見が良い。
ちょっかいを出されると、塩対応をする一面もある。
Roseliaの友希那とは、学校は違うがガルパのイベント「花明かりのシンフォニー」で、お互いのこと理解して認めた。
ライブで友希那を編成すると褒める。黄色い歓声が上がる。
Roseliaの燐子とは幼馴染で、幼少期に一緒に演奏したことがある。
好きな食べ物は白玉ぜんざい。嫌いな食べ物は味の濃いもの、主張の強いもの。

## RAISE A SUILEN
読みは「レイズ ア スイレン」。略称は「RAS（ラス）」。テレビアニメ第2期にて、チュチュが「自身のプロデュースする最強の音楽でガールズバンド時代を終わらせる」ために集めたガールズバンド。結成時はギターが不在のため、サポートギターとしてPoppin'Partyの花園たえが参加したが、その後紆余曲折の末、朝日六花をギターの正式メンバーとして迎え入れている。バンド名には「御簾を揚げろ」という意味が込められており、表舞台に立ち続けることの意思表明を表している。メンバーはチュチュが命名した名前をバンド内では使用している。彼女たちの結成に関する物語は、テレビアニメ第2期・第3期や漫画「RAiSe! The story of my music」で語られる。シンボルマークは猫耳のヘッドホン。
アプリゲーム『ガールズバンドパーティ！』では2019年5月のイベントにて朝日六花が、2020年4月のイベントにてレイヤとマスキングが登場している。2020年6月からは追加バンドとして実装された。
自社コンテンツ作品のテレビアニメ「カードファイト!! ヴァンガード」第12話に RAISE A SUILENがカメオ出演した。
レイヤ / 和奏 レイ（LAYER / わかな れい）
声 - Raychell
誕生日 - 1月13日(山羊座)、身長 - 172cm、血液型 - 不明、二つ名 - さん付けで呼ばれがち
都立芸術学院高校音楽科２年生（シーズン2）→3年生（シーズン3）。ボーカルとベースの担当兼任で、どんな曲でも歌いこなすことができる。
たえの幼馴染で、一時期、同じミュージックスクールに通っていた。幼少期から歌うことが好きで、歌唱力に関しては幼少期から高い実力を持っており、同じスクールの生徒でありながら面識・交流のなかった有咲からもその存在を知られていた。自身の大人びた歌い方ゆえに周りから浮いていた矢先、たえと出会い、彼女と公園で過ごすようになる。引っ越しが決まった時には「いつか一緒に音楽をやる」ことを約束して、共に『ナカナ イナ カナイ』を歌った。たえのことを「花ちゃん」と呼んでいる。
高校生になった後、音楽の仕事をやるためにチャンスの多い東京へ上京して、一人暮らしをしながらアルバイトとしてコーラスや仮歌をしていたほか、たえと演奏するために覚えたベースで、アーティストのバックバンドをしていた。
武道館での仕事を終えた際に、武道館を見に来ていたたえを見かけ、それからしばらくして、駅前でストリートライブをしていたたえに声をかけて7年振りに再会する。すでにチュチュよりスカウトされていたレイヤは、たえを自身が参加することになったバンドに誘う。その後、1stライブを成功させるも、合同文化祭に間に合わなかったことを気にしてバンドのサポートギターを辞めたいと言うたえの背中を押し見送ることを決意する。しかし、たえを正式メンバーに迎え入れようとするチュチュの策略に反発している。Poppin'Partyの主催ライブには、たえから招待されてメンバーと共に観に行っている。
周りと一定の距離感を保ち、大人びた言動をする。一方で誰に対しても優しく接し、周りのために自身の願いをあきらめることもできる勇気を持っている。たえと歌った『ナカナ イナ カナイ』の約束を守り、絶対に泣かないことを決めている。
マスキングとは元々仕事仲間であり、音楽に悩んでいた彼女に「音楽はもっと自由にやっても良い」とアドバイスをしたことがある。また、レイヤも彼女に自身の過去を話している。
リサとは同じベース担当で仲の良い幼馴染みがいるという共通点もあり、打ち解けた。なお、初めは彼女から同い年だと思われていた。
ベースや歌唱の実力は業界内でも有名であったが、チュチュにスカウトされるまでは誰ともバンドを組むことはなかった。
好きな食べ物はホットミルク（はちみつ入り）。嫌いな食べ物は苦いコーヒー、なまこ。趣味はストレッチ。
誕生日である1月13日はレイヤを演じているRaychellの誕生日と一致しているが、これは偶然のことである。
ロック / 朝日 六花（LOCK / あさひ ろっか）
声 - 小原莉子
誕生日 - 7月17日(蟹座)、身長 - 155cm、血液型 - A型、クラス - 1年A組（シーズン2）→ 2年A組（シーズン3）、二つ名 - ギター狂戦士
羽丘女子学園高等部1→ 2年生。ギター担当。岐阜県出身で高校進学に合わせて上京してきた。ガールズバンド「Poppin'Party」の大ファン。テレビアニメ第2期及び漫画「RAiSe!」では彼女の視点から物語が始まっており、作中を通してキーパーソンの一人となっている。アプリゲーム『ガールズバンドパーティー!』にもシーズン2よりストーリー内に登場しており、キャラクターのカードイラストにも一緒に描かれる形で登場している。
眼鏡をかけ、髪を中学時代のバンドメンバーからもらった星のシュシュでまとめている。ドジな一面があり、興奮したり慌てたりすると美濃弁が漏れてしまうこともある。また、運が悪く、様々な出来事に巻き込まれる苦労人でもあるが、何事にもひたむきに頑張る努力家な一面もある。また、祖父からは父親に似て頑固で意志が強い性格と言われている。その様子から地元では名前をもじり「ロック（ROCK）」というあだ名で呼ばれており、後に香澄たちにもそう呼ばれるようになる。
明日香とは入学式の日に教室の入り口で偶然ぶつかってしまったことがきっかけで仲良くなり、その後は二人でライブに出かけたり、六花の住む部屋で遊ぶなど友人関係を築いている。MorfonicaのましろとはPoppin'Partyのライブを一緒に観に行ったのを機に仲良くなった。だが互いにバンド活動のことできっかけをくれた存在である香澄の話になると衝突することがある。
RASに加入してからはますきの妹分のような立ち位置になり、彼女と行動を共にすることが多くなった。
幼い頃、楽器店でギター（ストランドバーグのヘッドレスモデル）に出会いお小遣いやお年玉を貯めて数年後に購入。その後、中学に進学し友人たちと4人組のガールズバンドを結成するが、高校受験を機にバンド活動が停止してしまい、自身も将来について悩んでいた。そんな時、ガールズバンドの聖地と言われたライブハウス「SPACE」が閉店することを知り、今行かなければ後悔すると思った六花は親に内緒で東京までラストライブを観に行った。それでも、ライブが始まる直前まで観に行くか迷っていたが、従姉妹の七実に背中を押されSPACEに向かう。途中からの参加になったが、そこで観た「Poppin'Party」の演奏を観て勇気をもらい、聖地がなくなってもこの街でなら、何かが見つかるかもしれないと感じ、東京への高校進学を決意する。勉強は苦手であったが、両親に迷惑をかけないために猛勉強をし、特待生制度を利用して羽丘に入学した。また、家事もできなかったが、母親に教わる形で一通りの家事をこなせるようになった。かつてのバンドメンバーとの友人関係は続いており、東京に上京する六花を応援し、最後の演奏としてPoppin'Partyの楽曲を演奏して六花を送り出した。上京後も地元の家族とは電話でやり取りをしている。
中学卒業後の3月に岐阜県から上京し、親戚が営業している銭湯「旭湯」に住み込みで番台のバイトをしている。また、商店街の一角にあるライブハウス「Galaxy（ギャラクシー）」の店長の美子がセッティング作業に苦労している所を見かねて手伝った結果、同店のアルバイトスタッフとなった。4月のある日、「Galaxy」のリニューアルオープンライブの出演者を急遽探すことになり、誰にも声を掛けられなくて困っていた時、偶然にも「Poppin'Party」と出会い出演依頼をする。
高校進学後もバンドをしたいと考えていたが、性格から周りになかなか声をかけられず、反応があっても「ギターは間に合っている」と断られてしまい、バンドをすることを半ば諦めていた。しかし、偶然、「Poppin'Party」の練習を見学することになった際に、六花のために演奏してくれた『キラキラだとか夢だとか 〜Sing Girls〜』を聴いて勇気をもらい、バンドを組んで「Poppin'Party」と同じライブに立つことを彼女たちに誓った。
ギターの技術はかなりのもので、羽丘・花咲川合同文化祭のライブで「Poppin'Party」のつなぎのために演奏した際は会場にいる人たちを魅了し、アンコールを受けていた。文化祭の翌日には、羽丘の校内がその話題で持ち切りになるほどだった。そして、この時の動画をチュチュが見たことで彼女の運命は大きく変わることになる。
アニメ3期最終話で発した「大ガールズバンド時代や！」は六花の名台詞でもあり、後にシリーズ内ではMyGO!!!!!とAve Mujicaが、シリーズ外でも結束バンド（ぼっち・ざ・ろっく！）、トゲナシトゲアリ（ガールズバンドクライ）といったガールズバンドが続々と誕生した結果、現実の世界でも大ガールズバンド時代に突入している。
中学生時代にライブで演奏したときに緊張からミスをした経験があり、それ以来、演奏時は眼鏡をはずし、一つにまとめた髪をほどいて演奏している。
好きな食べ物はあんこ、焼き芋。嫌いな食べ物はお店で食べるラーメン（焦ってしまうので）。趣味はギター。
マスキング / 佐藤 ますき（MASKING / さとう ますき）
声 - 夏芽
誕生日 - 5月12日(牡牛座)、身長 - 170cm、血液型 - 不明、クラス -2年B組（シーズン2）→ 3年B組（シーズン3）、二つ名 - はぐれドラマー人情派
白雪学園高等部２→3年生。ドラム担当。商店街にリニューアルオープンしたライブハウス「Galaxy」のオーナーの娘であり、父に憧れてドラムを始めた。見た目こそヤンキーだが学力は高く、「ハロー、ハッピーワールド！」の薫の口癖である「儚い」を、即座にシェイクスピアの『十二夜』のセリフ（第二幕 第三場）だと見抜く程である。
演奏に夢中になると即興で音を入れることから「狂犬」ともいわれ、楽譜通りの正確な演奏を求めるチュチュから度々注意される事があるが、仲間想いの性格をしており、他人のために涙を流せる優しさを持っている。ただ、バンドメンバーの技量を褒めることは滅多にない。
可愛い物好きな一面もあり、「汎用うさぎ」のスカジャンを身に着けている。
レイヤとは以前からの仕事仲間であり、音楽に悩む彼女にアドバイスをしたり、たえに関する悩みに対して相談にのることもある。
ドラムの実力は音楽業界でも知られており、同じくスタジオミュージシャンであった麻弥にとっても憧れの存在の一人であり、マスキング自身も麻弥に敬意を払っている。しかし、その演奏スタイルもあり、チュチュにスカウトされるまではバンドに誘われることもなく、自身も半ば諦めていた。
彩や麻弥、あこからは「キング（さん）」、パレオや香澄、たえ、沙綾、モカなどからは「マッスー（さん）」と呼ばれている。
自動二輪免許を所持しており（当然だが学校には内緒）、移動には所有するバイク（「デス・ギャラクシー号」）を使用することがある。
好きな食べ物はラーメン、野菜カレー。嫌いな食べ物は特になし。趣味は漫画と料理。特にケーキ作りを得意としており、バンドメンバーなどにお祝いのケーキを作ることもある。
パレオ / 鳰原 令王那（PAREO / にゅうばら れおな）
声 - 倉知玲鳳
誕生日 - 3月25日(牡羊座)、身長 - 162cm、血液型 - 不明、クラス - 2年7組（シーズン2）→3年7組（シーズン3）、二つ名 - 忠犬パレ公
加茂川中央中学校2→ 3年生。千葉県加茂川市在住。キーボード担当。本名の表記が「鳰原れおな」とされることもある。元々はエレクトーンを学んでいたが、チュチュにスカウトされる形でキーボードに転向する。また、衣装とメイク担当もこなし、衣装の採寸はタブレットにインストールしたデジタルメジャーで行う。
自身をスカウトしたチュチュのことを「暗闇の中からパレオという私を見つけてくれた」と慕っており、「チュチュ様」・「ご主人様」と呼んで行動を共にしている一方、時折彼女をからかう。また、仲間想いで、バンドメンバーのことをよく見ているほか、威圧的な態度を取りやすいチュチュのサポートをしている。
アイドルバンド「Pastel＊Palettes」の大ファンであり、ライブの際には会場に一番乗りをしたり、髪をパスパレカラーに染めるなど強く影響を受けている。彼女の存在は日菜やイヴも知っていた。なお、彩・日菜・イヴのことを「ちゃん」付けで呼び、千聖と麻弥は「さん」付けで呼んでいる。
ライブの際には髪の色をモノクロにしている。高い演奏技術を持つほか、演奏中には激しいパフォーマンスを披露する。
通っている中学では眼鏡を掛けており、クラスの学級委員長や手芸部の副部長を務めるなどスポーツ万能な優等生として知られている一方で、実家の干物屋「干物の鳰原」を営む多忙な両親と共に過ごす時間はほとんどなく、そのような現状に息苦しさを覚えていた。そんな中でインターネットに弾いてみた動画を投稿していたところ、チュチュのスカウトを受け、「優等生なんていらない」と言われ、現在の演奏法に到達した。
好きな食べ物はキャベツ。嫌いな食べ物はパクチー、生たまねぎ。趣味はアイドル。
チュチュ / 珠手 ちゆ（CHU² / たまで ちゆ）
声 - 紡木吏佐
誕生日 - 12月7日(射手座)、身長 - 140cm、血液型 - 不明、二つ名 - ちびっこ革命児
セロシアインターナショナルスクール10年生（アニメ第2期） → 11年生（アニメ第3期）→ 12年生（シーズン3）。バンドのDJ兼プロデューサー で、作詞・作編曲も担当。デスクトップミュージックで作曲をしている。帰国子女で、会話に英語が混じるときがあり、日本語の発音も帰国子女特有の表現になる。また、実年齢は14歳だが、成績優秀ということから飛び級をしており、初登場時は日本の高校1年生にあたる10年生（のちに11年生に進級）であり、帰国後はインターナショナル・スクールに通っている。猫耳のヘッドホンを着けている。
高層マンション（「ヘパイストスタワー」）の屋上のペントハウスに住んでおり、自室の一部にバンド専用スタジオがある。
自信家でプロ意識が高い一方、子どもっぽく我侭で態度が悪いこともあるが、マナーはしっかりと守っている。最強の音楽で世界を変えて「大ガールズバンド時代を終わらせる」ことを目標にしている。
Roseliaの主催ライブを観に行った際に、彼女たちの演奏に自身が探していたものを見つけ、出待ちで友希那を直接スカウトする。しかし、執拗にスカウト交渉するあまり、自分たちの音楽でトップを目指す考えを持つ友希那から「プロデューサーはいらない」と断られたことで、彼女達に勝つことに執着するようになり、本来の目的のほかに「Roseliaを潰す」ためにメンバーを探すことになる。また、友希那に対して異様なまでの対抗意識を燃やしており「友希那が体験した」と言っただけで彼女と同じことをしようとする。
キーボードとしてパレオをスカウトしており彼女から慕われているほか、今までバンドを組まなかったレイヤやマスキングを迎え入れることに成功するなど、高いプロデュース力、作曲技術を持つ。サポートメンバーであるたえの実力も認めており、サポートメンバーとしての彼女の脱退は認めるも、後にPoppin'Partyのメンバーに直接接触する形でたえをRASの正式メンバーに迎え入れるために交渉する。しかし、交渉時に「たえをPoppin'Partyから脱退」と言う条件を出したため、後にたえから「RASのギタリストにはなれない」と正式に断られたことで怒りを感じつつメンバーに引き入れることを諦めている。そして、たえから招待されて観に行ったPoppin'Partyの主催ライブで、Roseliaより格下と見ていたPoppin'Partyの実力に驚きつつ不覚にも感動してしまったことで、Poppin'PartyをRoseliaと共に「潰すべきガールズバンド」だと認識した。
音楽と自身のバンドにかける情熱は本物であり、たえがRASのサポートメンバーを脱退したいと話をした際には、自身の考えをたえにぶつけている。また、バンドメンバーのことを大切に思う気持ちは本当で、メンバーやたえからも信頼されている。RASのメンバー以外の相手を例外もあるが基本的にフルネームで呼んでいる。イヴと同じく、呼んだ相手の名前がカタカナになることが多いが友希那等の例外もある。
母親はアメリカを拠点に活躍するバイオリニストの珠手美羽であり、自身も幼いころはバイオリンやピアノのコンクールにも出ていたが、芳しい結果が得られず辞めてしまったことがアニメ第3期で明かされている。
好きな食べ物はジャーキー。嫌いな食べ物はサラダ（ドレッシングをかければ少し食べられる）。趣味は音楽鑑賞。
ハナゾノ / 花園 たえ（HANAZONO / はなぞの たえ）
バンドのサポートメンバーとして参加。チュチュからその実力が認められるほどの高い演奏技術を持ち、サポートメンバーとしての最後のライブでは、RASとしての彼女のファンからも「辞めないで」と声援を受けていた。詳しくは花園たえを参照。

## MyGO!!!!!
読みは「マイゴ」。略称はない。名前の由来は『迷子』と愛音が考えた円陣のコールである「It's my go!（私の出番だ!）」から。また、5つの「!」は「迷う事を迷わない」「迷子でも進め」というメンバー5人の決意の表れである。愛音が燈のノートに書いてあったその想いなどから「迷子」を思い出し皆に提案した。CRYCHICの解散など、紆余曲折を経てようやく結成に至った。シンボルマークはコンパス。
自社コンテンツ作品のテレビアニメ「カードファイト!! ヴァンガード Divinez デラックス編」の第1話で愛音がカメオ出演しており、その後もほかのメンバーがカメオ出演していた。
高松 燈（たかまつ ともり）
声 - 羊宮妃那
誕生日 - 11月22日(蠍座)、身長 - 155cm、血液型 - 不明、クラス -1年A組
ボーカルおよび作詞担当。羽丘女子学園高等部1年生。卒業した氷川日菜の後を継いだ天文部のひとり部員。星やペンギンなどが好き。愛音からは「ともりん」と呼ばれている。
日の当たる場所に出してくれた人にまた穴に戻されて泣いている団子虫の絵をノートに描くなど哲学的な感性を持っている。気に入ったものを集めるのが好きで、道に落ちた石や葉っぱをよく拾っている。このため、同級生たちから「不思議ちゃん」と呼ばれている。
好きな食べ物は金平糖、味付けのり、ふりかけ。嫌いな食べ物は生卵、いくら、たらこ。趣味は前述のとおり好きなもの集め（石、絆創膏、綺麗な葉っぱなど）。
千早 愛音（ちはや あのん）
声 - 立石凛
誕生日 - 9月8日(乙女座)、身長 - 160cm、血液型 - 不明、クラス -1年A組
バンド名の名付け親。サイドギター担当。衣装係にも立候補。羽丘女子学園高等部1年生。中学卒業後ロンドンへ留学したが、周囲に馴染めず断念して帰国。このため、受入先となった羽丘に一月遅れで入学し、燈のクラス（A組）に配された。成績優秀で、メンバーの中ではコミュ力と行動力が高い。
目の前にあるごみ袋に気づかず、足を引掛け転ぶなど眼が悪く、学校や家で眼鏡をかけている時がある。ライブでも床に置かれたマルチ・エフェクターも機器の近くにしゃがんで指先で押している。
中学時代は生徒会長を務めるほどの人気者で、文化祭で生徒会バンド（ギター&ボーカル担当）を組んでいた。高校ではギターをコード進行からネット教材も使い懸命に練習しはじめている。
皆が怖がっているAfterglowの楽屋に挨拶に行って差し入れをお土産として貰ってきたり、ショックを受けて離れた祥子や立希やそよと対話すべく隣のクラスや他校、マンション近くに探しにいくなど、突飛な発言や雰囲気に反し、メンバーの中では比較的まともな行動ができる。燈からは「あのちゃん」と呼ばれている。
好きな食べ物はフルーツサンド、スモークサーモン。嫌いな食べ物は梅干し。趣味は美容系動画のチェック。
要 楽奈（かなめ らーな）
声 - 青木陽菜
誕生日 - 2月22日(魚座)、身長 - 150cm、血液型 - 不明、クラス -中等部3年A組
リードギター担当。花咲川女子学園中等部3年生でメンバー唯一の中学生。右目の瞳が金色、左目の瞳が水色のオッドアイ。ギターケースを載せたカートを引き摺ってライブハウス「RiNG」にやってきて練習している。
立希のリハーサル音合わせで突然、ギターを演奏してしまったり、ライブ直前に居なくなったりとマイペース。そのため、立希から「野良猫」と呼ばれることがある。好きなものは好き、嫌いなものは嫌いとはっきりしている。口癖は気に入った時に発する「おもしれー女」。
スマホを使いこなせず、既読メールやメッセージの消し方もわからず、自分からメール返信もできない。
祖母がいることを口にしていたが、その人がライブハウス「SPACE」の元オーナーである都築詩船である事と自ら示唆した。また、チュチュも彼女のことは知っていた。使うギターも詩船が現役の時に使っていたもの（ただし練習用）を譲り受けたため、かなり年季が入っている。
抹茶味の飴を舐めずに歯ですぐに噛む、好物の蕎麦を自分の分だけ作曲合宿に持ち込む、「RiNG」のケータリングのフードを摘み食いするなど、食に妥協しない独自のポリシーがある。
多重人格状態の睦（モーティス）の事を簡単に見破ってしまうなど特殊な能力の持ち主でもある。しかもモーティス（睦）とはすぐに懐いてしまったために三日三晩面倒を見ていたそよが嫉妬していた。
小学生まで母親と暮らしていたが、母がロンドンに行くことになり今は詩船と暮らしている。
好きな食べ物は前述のとおり抹茶、蕎麦、柚餅子。嫌いな食べ物は韮、とろろ。趣味は猫と遊ぶこと。
長崎 そよ（ながさき そよ）
声 - 小日向美香
誕生日 - 5月27日(双子座)、身長 - 162cm、血液型 - 不明、クラス -1年A組
ベース担当。月ノ森女子学園高等部1年生。吹奏楽部でコントラバスを演奏している。
いつも穏やかな雰囲気のお姉さん的な存在のため、誰にでも優しく、周りから頼られることが多い。このため、一見「誰にでも親切な常識人」に見える。考え事をしながら指先をいじる癖があるが、感情が高まると手の指が動く癖があり、心に隠された禁忌に抵触されると変貌する。愛音からは「そよりん」と呼ばれているが本人は気に入っていない。
一時的に愛音や燈たちとバンドを組んではいたが、最終的には愛音と楽奈を解雇してCRYCHICの再結成を計画していたが祥子から拒否されたため、険悪な関係となり、更にMyGO!!!!!のライブ終了後に睦が持参した自家製のきゅうりを受け取り拒否したために睦と絶縁していたが、Ave Mujica解散後に1か月以上も登校していない事からスマートフォンで睦の事を検索したところ、サジェストで「死亡」と出てきたことにショックを受け、心配になり睦の自宅に訪ねたところ、そこには変わり果てた睦（モーティス）の姿に強いショックを受け、以降は睦（モーティス）の面倒を見ている。
祥子に関しては睦（モーティス）を通じて話し合いの末に1夜限りのCRYCHICの再結成を行い改めて和解した。
中等部の頃に月ノ森音楽祭でMorfonicaのライブを見ていたことがあったため、ましろのことは知っていた。
小学5年生の時に両親が離婚して、母親（声 - 椎名へきる）に引き取られことで苗字を「一ノ瀬」から改めた。
好きな食べ物は紅茶、ミネストローネ。嫌いな食べ物はホルモン。趣味はアロマ。
椎名 立希（しいな たき）
声 - 林鼓子
誕生日 - 8月9日(獅子座)、身長 - 156cm、血液型 - 不明、クラス -1年B組
ドラムおよび作曲担当で、作曲は中学時代から始めたDTMで行う。花咲川女子学園高等部1年生。一人でいることが好きな一匹狼。口が悪いが燈のことを常に気にかけており、CRYCHIC及び、Ave Mujica解散後の睦の事も気に掛けるなど優しい一面も持つが愛音にはしばしば冷たく当たっている。
クラスメイトに海鈴と初華がおり、その中でも海鈴とはよく会話をしているが、Ave Mujica解散後に人格崩壊した睦を見放していたため「海鈴、本当にムジカやってたの？」と皮肉を込めていたが、海鈴が何を言っているのか理解していなかった事もあり呆れてその場を去ってしまっている。
ガールズバンド「Afterglow」の大ファンで愛音が失礼な物言いをすると怒る。
「RiNG」併設のカフェでアルバイトしているが、気に入らない客だと「ちっ」と舌打ちするなど接客態度に難がある。また、同じバイト先で働いてるPoppin'Partyの沙綾は同じ担当楽器・学校の先輩。月ノ森の卒業生で吹奏楽部のOGである姉の真希（立希からは4歳上）がいる。愛音や楽奈からは「りっきー」と呼ばれている。
中学時代は羽丘女子学園中等部に通っていた。
好きな食べ物は杏仁豆腐。嫌いな食べ物はシイタケ、白滝（だが食べられないわけではなく、幼少期の頃に名前が似ているという理由で揶揄われたから）。趣味はパンダグッズ集め、一人カラオケ。

## Ave Mujica
読みは「アヴェ ムジカ」。略称は「Mujica（ムジカ）」。ライブパフォーマンス時は仮面やマスクを着用し、シアトリカルな要素を取り入れたガールズメタルバンド。演奏する者は数少ない7弦ギターに5弦ベースと言う楽器編成が特長。メンバーは祥子が命名した名前をバンド内では使用しており、バンドの世界観も祥子が手掛けており、メンバーは全員人形という設定である。シンボルマークは歯車で欠けた三日月。
メンバーは在籍理由に初華は「祥子と一緒にいたいから」睦は「祥が壊れてしまうから」と父親の追放とCRYCHICの解散で憔悴した祥子への気遣いであったり、海鈴は自分の本当の居場所を探すため、にゃむは売れるためならどんな手を使うという方向性が一致していなかったこともあり、祥子のやりたかった音楽性やコンセプトを理解してくれた者は一人もいなかった。
メンバーの使用機材のうち、初華、睦（モーティス）、海鈴の弦楽器隊はシェクター社製、にゃむはdw社製、リーダーの祥子はローランド社製を使用している。
初華 / 三角 初華（ういか / みすみ ういか） / ドロリス
声 - 佐々木李子
誕生日 - 6月26日(蟹座)、身長 - 不明、血液型 - 不明
ギター&ボーカル担当。花咲川女子学園高等部の1年生で、立希のクラスメート。アイドルユニット「sumimi」のギタリストも兼任しており、曲の作詞作曲担当もしている。Ave Mujicaでも作詞を担当する。
祥子からバンドへの勧誘された際には二つ返事で応えた。そのため、彼女のAve Mujicaへの参加に関しては、祥子が彼女の事務所であるWin−Wing−productionと交渉して取り付けており、バンドも同じ事務所の所属となっている。
クールな佇まいながら、温和で優しい性格から、多くの人に慕われている。祥子の別荘地である離島の出身者で星を見るのが好きなロマンチスト。別荘に来ていた幼少期の祥子と親しくなって以来交流を保つ幼馴染の関係にある。
燈ともプラネタリウムで出会い、星空を見て会話したことで、彼女がライブの前座で詞の独唱を始めるきっかけになる。
武道館公演を前に家を飛び出し事務所で寝泊まりしていた祥子の身を案じ、彼女を自宅に住まわせていた。
バンド内では祥子が他メンバーと衝突した際には仲裁役を買って出ることも多いが、その度に祥子に反発されると物怖じして引っ込めてしまうなど、優柔不断で弱気な場面が目立つ。また、祥子の肩を持つことからにゃむとの関係が悪化しており、解散後にsumimiのメンバーとしてテレビ局の廊下でにゃむと出会って挨拶をしても無視されるなど険悪な関係となっている。
Ave Mujica解散後に祥子が一方的に出て行ってしまったため、連絡が取れない（着信拒否）状態となっている。
そんな中、愛音のSNSにダイレクトメールを送り祥子の近況を知ると、CRYCHIC再結成の動画内で笑顔を演奏する祥子の姿に強いショックを受け、睦（モーティス）にまで憎悪の目を向ける様になる。
その後は海鈴が再結成するために奮闘を続けていた事から初華も作詞を手掛け再結成ライブを行ったが、終了後に定治と出会ってしまい、祥子とは強制的に離れ離れになってしまい本名は「三角 初音」（みすみ はつね）であることも発覚してしまう。初音は故郷の島にある、豊川家の別荘の管理人を務める母親と祥子の祖父、豊川定治の間に生まれた。従って、祥子とは姪と叔母の関係にあたる。「初華」とは、母親と島で漁師を営む義父との間に生まれた、父親違いの妹の名前である。
初音は豊川家と関わる事による不都合から、自ら身を引いた母親から祥子と親しくする事を禁じられていた。しかし、島の別荘にやって来た祥子と初華の交流が羨ましかった初音は、初華が病に臥せっている時に、初華として、祥子と出会ってしまう。星を眺めながら、月夜に祥子と過ごしたのはたった一夜限りだったが、祥子がくれた言葉の数々は、それまでどこか暗い後ろめたさを持って生きて来た初音にとって、光を与えられたようであった。
妹の初華の夢であった、東京でアイドルになる夢を追えば、祥子に再び会えると考えた初音は、義父が亡くなったタイミングで単身上京する。東京でスカウトされた初音は、以降「三角初華」を名乗り、純田まなとsumimiを結成し、アイドルデビューする事となった。
若葉 睦（わかば むつみ） / モーティス
声 - 渡瀬結月
誕生日 - 1月14日(山羊座)、身長 - 不明、血液型 - 不明、クラス -1年A組
ギター担当。CRYCHICの元メンバー。月ノ森女子学園高等部1年生。祥子の幼馴染みで、彼女を「祥（さき）」と呼んでいる。両親は共に芸能人で、父親はお笑い芸人、母親は女優をしている。無口で話すときも覇気のない口調で呟く。幼少のころからギターを弾いており、その腕は確かと言われる。
祥子がCRYCHICから脱退する際に「バンドは楽しくない」という衝撃の一言を残して、彼女に同調したことでCRYCHIC解散を決定的にさせてしまう。それ以降はバンド活動に関わらなくなったが、解散後に他のメンバーから行方をくらました祥子とは唯一交流を持っていた。
また、祥子の幼馴染みであることから同じ学園のそよに祥子の行方を探られており、祥子とそよの板挟みになっている。きゅうりが好きで学校の菜園でも育てている。
CRYCHIC復活を懇願するそよを祥子と共に拒絶したことや、MyGO!!!!!のライブの差し入れに丹精込めて育てたきゅうりを持ってきた際、そよに「良かったね」と声をかけたことで反感を買うこととなり、決別した。後日、祥子が「壊れそうだから」という理由で、彼女を案じてAve Mujicaへの参加を決断する。
友人への呼びかけや三人称は「そよ」「祥」と基本的に呼び捨て。一方で母親を「みなみちゃん」と呼ぶ。「Ave Mujica」ライブ後に自宅にメンバーを招いたが、自宅の地下スタジオをにゃむがバンドの練習スタジオとして利用したいとみなみに懇願したところ、あっさりと許可が出てしまったために心の拠り所を乗っ取られるなど居場所を失ってしまい、更に話題性を重視してにゃむから仮面を外されてもネット上で一番話題を集めるのが睦であったことからにゃむから嫉妬混じりの嫌味を言われ続けてしまう。
にゃむとは対照的にマスクを着用して活動する事に全く抵抗がないどころか、芸能人の両親と比較されることを嫌っていたため正体バレしないことに安堵していたが、武道館公演でにゃむの暴挙でマスクを外されて顔バレしてからは、マスコミからのインタビューで何度も両親と比較される質問を受けたり、そよからは「私とはバンド（CRYCHICの再結成）してくれなかったくせに」と次々と精神的に追い詰められたことで憔悴してしまい、全国ツアー初日に「Ave Mujica」のイントロの演奏中に意識を失い、その場にあった椅子に座り込む様に倒れてしまう。その場の空気を察知した祥子のアドリブで難は逃れたが、憔悴からの気絶がファンやメディアからはパフォーマンスだと勘違いされた挙句、絶賛されてしまう憂き目にあい、テレビ出演や今度のツアーでも同様のパフォーマンスを要求されるなど更に追い詰められる事となり、遂にはステージネームと同名のモーティスという別人格が誕生し、モーティスによると睦は死んだ様に眠っているとの事である。
そよがモーティスの状態のままMyGO!!!!!のメンバーに合わせた事で睦が目を覚まし、祥子と話をしたいことを告白したが、モーティス自身は祥子を嫌っていたため、祥子と話がしたい睦と睦を守るために祥子を嫌うモーティスとRiNGの外で衝突してしまい、その様子が世間では1人芝居のパフォーマンスであると勘違いされ、無断で撮影された動画がネット上に拡散、クラスメイトによって動画を見せられた祥子がCRYCHIC、Ave Mujica、そして睦の事すら忘れようと現実逃避をしてしまうほど大きなショックを受けてしまう。
その後はそよ達のサポートもあって改めて睦と祥子が話し合う機会を設け、CRYCHICが1夜限りの再結成を行ったがモーティスの人格はそのまま残っており、海鈴からAve Mujicaの再結成の話を持ち掛けられてもCRYCHICの完全な再結成を優先させようとするため、睦と口論になってしまう。
幼少期の頃から7弦ギターを使用している事もあり演奏技術は高い方ではあるが、演奏が上手いだけで”ギターで歌わせる”能力が無いというコンプレックスを抱えており、CRYCHIC時代にも睦だけ観客からの反応が薄かったことから、上述の「バンドは楽しくない」発言に繋がっており、祥子によると「自分の演奏に納得していなかった」事から発せられた言葉であることが後に明らかになった。
モーティス
声 - 渡瀬結月
睦の心中を表現した妄想内の人形たちで睦の別人格。但し、みなみからはモーティス＝睦ではなく睦自体が「生まれた時から演技をしている子」と評され恐れられており、別人格だとは思われていない。
第3話で憔悴した睦の意識を乗っ取り、ライブ中の演劇で母親譲りの芝居、音楽番組のトークで父親譲りの笑いを交えた会話を繰り広げるなど才能を発揮していたが、当初のバンドの方向性を変えてしまう程の腕の高さが原因で祥子と衝突する様になり、祥子のことを「祥子ちゃん」と普段とは異なる呼び方をしていたことで祥子から多重人格者である事を見抜かれる事態となった。
両親の才能を受け継いでいる一方であくまでモーティスであり睦本人ではないことから、ギターの演奏は全く出来ず、バンド解散の原因の一つとなっている。
バンド解散後は1か月以上自宅で引き籠った状態にまで陥り、そよに気付かれるまで誰とも接触する事もなかった。それから数日後にMyGO!!!!!のメンバーと会って刺激を受けるのはどうか？というそよの提案でMyGO!!!!!と会い、その中でも多重人格者である事を一目で見抜いた楽奈とは意気投合する様になる。
八幡 海鈴（やはた うみり） / ティモリス
声 - 岡田夢以
誕生日 - 4月7日(牡羊座)、身長 - 不明、血液型 - 不明、クラス -1年B組
ベース及びバンドのスケジュール管理担当。花咲川女子学園高等部の1年生で、立希のクラスメート。
プロミュージシャンを目指しているためかプロと遜色がない腕前を持ち、Ave Mujica参加前はサポートメンバーとして30（ほぼレギュラーは10。特に「ディスラプション」のサポートに入っている事が知られていた）のバンドを掛け持ちしており、参加後も続けている。
Ave Mujicaでは5弦ベースを使っているが、バンドの音楽性によっては4弦ベースを使用おり、作中では最初に結成したバンドやディスラプションで4弦ベースを使用している事が確認出来る。
初めて組んだバンドで良かれと思って仕切り過ぎたことが原因で、オーディション当日に海鈴以外のメンバーがボイコットしてしまう事件が起きてしまった。以降は加入またはサポートしているバンドではビジネスライクな関係で接する様になった。
上述のボイコット事件が原因で強いトラウマになってしまった事から自己防衛的に周囲とは一定の距離を置いて接するドライな性格で、同い年や年下に対しても常に丁寧語で話す。自分の席で寝ている立希の頭にブリックパック飲料を乗せるちょっかいをよくしているが、その裏で祥子や睦からの勧誘を受けてAve Mujicaのメンバーに抜擢される。
しかし、参加後もあくまでプロミュージシャンを志望する姿勢が強いゆえに、バンドやメンバーとは深く関わろうとせずビジネスライクな関係を続けており、解散後も人格崩壊した睦のことも気に掛けることすらせず祥子に責任を押し付けて放置するような素振りを続けたため、解散後もメンバーから信用されることがなく、更には呆れた立希から「海鈴、本当にムジカやってたの？」と皮肉られ立ち去った後に小声で「何が言いたいんだよ」と敬語以外の口調で不満を口にしている。だが、MyGo!!!!!のライブリハーサルで祥子と睦がCRYCHICとして演奏する姿を見て、祥子に「元鞘に戻りませんか？」と再結成を匂わせる言葉を投げかけたが、睦とモーティスとの問題もあり断られている。だが、これは本気であるという誠意を示すためにモーティスにギターの弾き方を指導したり、にゃむに交渉したり、遂にはサポートメンバーを全て辞めている。Ave Mujica再結成後は祥子と初華が家庭の事情で音信不通となってしまったことから再びボイコットされたと焦りを見せていた。
祐天寺 にゃむ（ゆうてんじ にゃむ） / アモーリス
声 - 米澤茜
誕生日 - 6月1日(双子座)、身長 - 不明、血液型 - 不明、クラス -不明
ドラム担当。都立芸術学院高校演劇表現科1年生。熊本県出身で、「にゃむち」の愛称で動画配信サイトで活動している。チャンネル登録者数が約32万人で、愛音やそよがよく観ている。メイク動画を主に取り扱っているが、様々なジャンルに挑戦している動画を配信することもある。利き手は両利き。ドラムに挑戦している動画を観た祥子から、Ave Mujicaへの参加を持ち掛けられる。ただ、本業が動画投稿者のためバンドの秘密をリーク出来る立場となるので、祥子からよく注意されている。
MyGo!!!!!とAve Mujicaの10人では最も長身。歳上のように見えるが、住んでいるアパートで、隣の部屋に住むRASのレイヤを「先輩」と呼んでいる。熊本に母親と妹弟（他に兄と姉もいる）がおり、家族と話す時には熊本弁になる。なお、「にゃむ」の漢字表記は「若麦」となる。
元々、自己顕示欲、数字、話題性を強く意識する動画投稿者であるが故に、参加当初から素顔を隠して活動することに利点を感じておらず、祥子が書いた台本を酷評するなど、彼女が描くシアトリカルな演出にも不満を抱いていた。武道館公演では活動方針への苛立ちが頂点に達してしまい、アドリブで自ら仮面を外すだけでなく睦と海鈴のマスクまで取るハプニングを引き起こし、会場の空気により祥子と初華もマスクを外さざるを得ないところにまで追い詰めた。更にメンバー全員で睦の自宅に訪れた際には、睦の母である森みなみと親交を持つ事で自身の知名度を上げようとするなど、したたかな一面があり、将来的にはマルチタレントに転身したいと考えていることからバンドに対して執着心もなく自身の出世のための踏み台にしか思っていない。しかも、話題性を重視してマスクを強制的に外させてもネット上で話題に挙がるのは自身よりも睦であったことから、嫌味を口にしたりインタビューにまともに答えられない睦に当たり散らすこともあったが、どんな手を使っても睦に注目が集まってしまうことから睦には敵わないと白旗を上げる事となり、バンド解散後も舞台女優の仕事のオファーが来ても憔悴して椅子に座ったまま気を失っている睦の姿がチラついてしまった事で断っているなど、睦の持つ華やカリスマ性に嫉妬するなど、睦を意識してしまうことがある。
そして、睦がモーティスとなり、ギターが弾けないことも判明し、祥子とはバンドに対する姿勢、方向性の違いからライブが終わる度に口論となり、遂には売れてしまえばバンドである必要性もないとAve Mujicaそのものを否定し始め、脱退を決意してしまう。解散後は希望通りマルチタレントとして活動しているが、テレビ局で初華と顔を合わせても無視を決め込むなど険悪な関係となっている。更にはみなみを通じてオファーされた舞台の出演も、睦の事が脳裏にフラッシュバックしてしまった事で断ってしまった事から「あなたはこの世界に向いていない」とまで酷評されてしまう。
睦の姿がフラッシュバックする度に舞台のオーディションで台詞が出てこないなど、他の役者の足を引っ張ってしまったことから酷評されてしまい芸能界で居場所を失った結果、自身が実は役者としての睦の事を尊敬している事に気付き、以降は自分の居場所はAve Mujicaしかないと祥子に打ち明けてからは再結成メンバーとして活動している。
豊川 祥子（とがわ さきこ） / オブリビオニス
声 - 高尾奏音
誕生日 - 2月14日(水瓶座)、身長 - 不明、血液型 - 不明、クラス -1年B組
キーボードおよび作曲、演劇の原作及び脚本担当。CRYCHICの元メンバーにして両バンドの発起人であり、Ave Mujicaの総合的なプロデューサーでもある。羽丘女子学園高等部1年生で、クラスは燈と愛音の隣のクラス（B組）。初華とは父親が自身の祖父定治であるため姪と叔母の関係であり、睦とは幼少期からの幼馴染で親友。
豊川グループの令嬢であり、気品のある言葉遣いで話す。
燈やそよ、立希をバンドの道に引き入れた張本人だが、ある雨の日に理由を言わずにCRYCHICからの脱退を宣言し、そのまま解散に追い込んでしまった。
CRYCHIC解散後は睦以外の元メンバーには顔を見せていなかったが、愛音経由で羽丘にいることを知ったそよに付きまとわれたことが契機となって、訪れたライブで燈達が「春日影」を歌ったことでショックを受け、決別する。それでも、CRYCHICの再結成を望み続けるそよに対しては「貴女、ご自分の事ばかりですわね」と言い放った。
暇ができればいつも音楽室でピアノを弾く程のピアノ好き。中学時代に母親の病死で落ち込んでいるところに、月ノ森音楽祭でのMorfonicaのライブに感銘を受けたことをキッカケにバンドを結成し順調に活動するが、入婿の父親が詐欺被害に遭い、グループに168億円もの損害を出した事で豊川グループから追放され、当主である祖父により勘当される形で父親とともに豊川邸を去って赤羽駅に程近い家賃が安いアパートで暮らす事となる。だが、先述の一件による精神的なショックでアルコール依存症と化した父親の面倒を見なければならなくなった事が原因で、睦以外のメンバーには理由を告げることなくCRYCHICを脱退。上述の「春日影」をきっかけに全てを忘れるべくAve Mujicaを立ち上げ、早々にメジャーデビューを果たす。
デビュー最速で武道館公演にまで上り詰めたAve Mujicaでの活動と並行して父親の面倒を見続けていたが、武道館公演当日に「自身と比較して、音楽活動で前に進む祥子の姿を見て自分が惨めに感じる」という理由で「頼むから…いなくなってくれ」などと口にされた事に強いショックを受けたことで決別。さらにその直後の武道館公演でのにゃむの暴挙によって、これまで心血を注いで守ってきたAve Mujicaの世界観までもが崩壊の危機を迎える。
にゃむの暴挙によりバンドのコンセプトを一部路線変更を余儀なくされてしまった事で舞台の脚本の書き直し、バンドの方向性を考え直すなどの負担が増加し、睦をはじめとした他のメンバーの事を考える余裕がなくなってしまい、睦が本番中に憔悴して気絶するまで誰一人と気付かないところにまで追い詰められたが、祥子が機転を利かせてアドリブで難を逃れるも、ライブ終了後に再びにゃむと口論になってしまった。睦の気絶がファンやメディアからパフォーマンスであると勘違いされる様になってからはテレビ局やプロモーターから音楽性や祥子が描いていた本来のバンドの世界観よりも睦の演奏途中での気絶パフォーマンスを求められるケースが増加した事で更なる苦悩を味わう事となる。
ツアー中は公演が終了する度ににゃむと口論となり、自分の事を助けてくれない睦に怒りをぶつけたことで睦の人格が破壊されモーティス誕生の原因を作ってしまう。更に、モーティスはギターが弾けないためバンドは解散の道を辿る事となり、残りの公演の損失補償は全て祖父が代わりに支払ったため、父を置き去りにした状態で再び豊川邸に戻らざる得ない状況にまで追い詰められた。これらの事態が重なったことから、燈と愛音と顔を合わせても、CRYCHICやAve Mujicaの思い出のみならず睦との友情を否定する発言をするなど、現実逃避をするようになってしまう。しかし、これまでの真相やその発言のことを愛音たちから聞かされたそよに叱咤されたことで、睦と真正面から向き合い自らの言動を謝罪、CRYCHICの元メンバーともようやく和解し、MyGo!!!!!のライブリハーサルにて燈が作詞した「人間になりたいうたⅡ」と「春日影」を演奏した。
CRYCHICメンバーとの和解を経た祥子には、すでにバンド活動を続ける意欲は無かった。しかし、自らの目的の為に人生を預かると称して、他の4人を半ば利用してAve Mujicaを作り上げた事、そして、紆余曲折の果てに、他の4人が今となっては、Ave Mujicaを続けるしかない状況に陥ってしまった事で、自らの責任を痛感する事となる。改めてAve Mujicaを再結成し、RiNGにてライブを敢行するが、ライブ後、祖父からの圧力により初華（初音）と離れ離れになってしまう。祥子も強制的にスイスに留学させられそうになってしまうが、飛行機に乗る直前に反発して逃亡し、途中で転んで流血しつつも初華（初音）の住む実家の島に訪れ初華（初音）に会い、彼女の真実を知る。遺恨やしがらみは自分の力ではどうにもならない事であり、これを忘れ、無かったこととし、神に委ねられた運命を受け入れるのではなく、自らが神となり、運命を切り開いていく覚悟を決める。最短での再デビューを目指す事、Ave Mujicaの為なら何でもする、という心意気を他メンバーに明かしている。また、縁だったCRYCHICや燈との決別の意を込め、燈に手紙を認めた。
最終話のライブでは協賛に豊川グループの名があるが、依然として、祖父や豊川グループをはじめとした周囲からの圧力は顕在である。いつ終わるともわからない仮初めの閉じ込めた永遠の中で、祥子はAve Mujicaを本格的に再始動させた。
中学時代は睦、そよと共に月ノ森女子学園中等部に通っていたが、上述の父の追放が原因で学費を払えないことから羽丘女子学園中等部に転校している。

## 夢限大みゅーたいぷ
読みは「むげんだいミュータイプ」。略称は「ゆめみた」。これまでのバンドとはコンセプトが大きく異なり、テレビアニメ、ガルパ共に未登場であるため、詳細は『夢限大みゅーたいぷ』を参照のこと。シンボルマークはUFO。

## CRYCHIC
読みは「クライシック」。略称はない。中学時代の祥子が母親の死に落ち込んでいる時期に、睦と共に月ノ森音楽祭で見たMorfonicaのライブに感銘して立ち上げ、燈、そよ、立希、睦と共に活動していたバンド。だが、祥子が上述の理由により脱退したため解散となった。しかし、Ave Mujicaの解散で現実逃避をするようになってしまった祥子を案じた燈のある言葉がきっかけで、睦と共に燈、そよ、立希と和解。MyGo!!!!!のライブリハーサルにて、不完全燃焼で終わった活動にけじめをつけるための1夜限りの再結成をして「人間になりたいうたⅡ」「春日影」の2曲を演奏し、再解散した。
高松 燈（たかまつ ともり）
作詞とボーカル担当、詳しくは高松燈を参照。
長崎 そよ（ながさき そよ）
ベース担当、詳しくは長崎そよを参照。
椎名 立希（しいな たき）
ドラム担当、詳しくは椎名立希を参照。
若葉 睦（わかば むつみ）
ギター担当、詳しくは若葉睦 / モーティスを参照。
豊川 祥子（とがわ さきこ）
作曲とキーボード担当、詳しくは豊川祥子 / オブリビオニスを参照

## Glitter*Green
読みは「グリッター グリーン」。略称は「グリグリ」。「Glitter☆Green」とも表記されることがある。香澄たちの直接の先輩にあたる花咲川女子学園高等部の同学年で組んでいるバンドで、同級生を中心に「SPACE」でトップクラスの人気があり、香澄がガールズバンドを結成するきっかけを与えている。シーズン2では全員が高校を卒業している。バンド名は直訳すると「輝く緑」であるが、ひなこ曰く「輝け!!未来を目指せ!!」という意味が込められてるらしい。
『ガルパ』には牛込ゆりと二十騎ひなこがLive2Dとボイス付きで登場しているほか、ゆりに関してはキャラクターのカードイラストにも一緒に描かれる形で登場している。
声優を務めている4人はミルキィホームズの声優ユニットと同一で、これが縁で「ガールズバンドパーティ！」に収録されたカバー曲「正解はひとつ!じゃない!!」をPoppin'Partyと共に実質セルフカバーした。
牛込 ゆり（うしごめ ゆり）
声 - 三森すずこ
ボーカルおよびギター担当。りみの姉で、香澄たちの先輩にあたる。香澄の妹の明日香と同じ水泳部に所属しており、部長を務めている。
りみとの仲は良く、バンド活動を始めたりみのことを応援している。りみの依頼で、クライブ用に『私の心はチョココロネ』のバンドスコアを書いている。
卒業後は海外の大学に進学した模様。休暇時には一時帰国して、七菜らと旧交を温めながら合同文化祭やポピパの主催ライブを観に来ていた。第3期でも七菜らと「BanG Dream! Girls Band Challenge!」の決勝を観に来ている。
鵜沢 リィ（うざわ リィ）
声 - 橘田いずみ
ベース担当。楽器店「江戸川楽器」でバイトをしており、「ランダムスター」を壊して駆け込んできた香澄と有咲に対し、冷静に緊急対処した。また、「学割、あるよ‼︎」の決め台詞で、近隣のガールズバンドをしている少女たちを店の得意客にしている。よく暴走するひなこのブレーキ役でもある。
ぬいぐるみの「デベコ」がお気に入りで、いつも一緒におり、腹話術風に喋らせることもある。
卒業後も楽器店でバイトを続けており、運転免許を取って納品の配送などを任されている模様。
有咲の事を｢有咲っちょ｣、たえの事を｢たえ坊｣、沙綾の事を｢さーやっぽ(さーやっぱ？)｣と呼んでおり、香澄と沙綾からは｢リィちゃん先輩｣と呼ばれている。
鰐部 七菜（わにべ ななな）
声 - 佐々木未来
キーボード担当。しっかり者で、生徒会長も務めていた。生徒指導は厳しく、ケースを壊したためにそのまま「ランダムスター」を持って登校した香澄を見るなり、没収処分している。
演奏中は眼鏡を外すため、香澄・沙綾・有咲は「Glitter*Green」のキーボードが七菜だということに気づいていなかった。
有咲に頼まれて、内緒のキーボード練習に付き合っている。更に、評判のラーメン屋を有咲に教えている。
卒業に際し、次期生徒会長として「Roselia」のメンバーである燐子を後継に指名していた。
二十騎 ひなこ（にじっき ひなこ）
声 - 徳井青空
ドラム担当。普段はテンションが高く、リィのバイト先の楽器店で騒いでは店の人たちによく怒られている一方、イメージが壊れるからとライブでは騒ぐことを止められている。また、「キラキラ星(せい)の香澄ちゃん」など人に独特のあだ名をつけているほか、「ひなちゃんワールド」という独特の世界観を持っている。友達及び後輩に過剰なスキンシップを迫るのが癖。
よくバンドの相談に乗っているため、夏希とも面識があり、かつて沙綾がバンドをやっていたことも知っている。
香澄からは｢ひなちゃん先輩｣と呼ばれている。

## CHiSPA
読みは「チスパ」。夏希たちが組んでいるバンドで、中学時代には沙綾がドラム担当で所属していた。現在は沙綾の代わりに里実を新メンバーに加えて活動している。バンド名はスペイン語で火花の意味。 テレビアニメ第1期では、第1話で大湖里実を除く3人がSPACEの客として登場している。その後、同第10話で「SPACE」のオーディションを受けて一発で合格し、同第13話でライブに参加している。第2期ではバンドとしての登場はなかったが、活動は続いていて、第3期では「BanG Dream! Girls Band Challenge!」の決勝を観に来ている。その後、『It's MyGO!!!!!』ではAfterglowとPoppin'Partyの合同主催ライブに出演している。
『ガルパ』には海野夏希がLive2Dとボイス付きで登場しているほか、キャラクターのカードイラストにも一緒に描かれる形で登場している。
海野 夏希（うみの なつき）
声 - 福圓美里
花咲川女子学園高等部1→2(いずれもB組)→3年生。ギターボーカル担当。沙綾の元バンド仲間の1人で、中等部から親交がある沙綾からは「ナツ」、香澄からは「なっちゃん」と呼ばれている。1年時は有咲と同じクラス、2年生では沙綾・りみ・面識はないがこころと同じクラスになる。
現在は新メンバーに里実を迎えてバンドを再結成している。文化祭やSPACEのラストライブのステージにも出場している。本番前には極度の緊張感に襲われるため、里実に緊張を和らげてもらっている。
前述の経緯からバンドを抜けた沙綾のことを心配しており、第1期第1話でSPACEのチケットを沙綾に贈ったり、彼女が香澄たちのバンド立ち上げのアドバイスする様子を遠巻きに見ていた。文化祭を前にして、彼女が香澄たちのバンドメンバーになったことに関しては自分のことのように喜んだが、言葉を濁した沙綾の様子を見て、香澄たちに過去の経緯を打ち明けることになる。沙綾のポピパ加入後も友人関係は続いており、ポピパの主催ライブ前にはメンバーの都合がつかず出場を辞退した事を詫びつつ、開催祝いとして沙綾にドラムスティックをプレゼントしている。主催ライブ当日には観客としてライブを観に来ていた。
大湖 里実（たいこ さとみ）
声 - 南早紀
花咲川女子学園高等部1→2→3年生。沙綾の代わりに新しく加わったメンバーで、ドラム担当。メンバーからは「さとちゃん」と呼ばれている。文華いわく「恥ずかしがりだけど、演奏は派手」。
もともとはCHiSPAのファンであり、ドラム練習をしていたスタジオで彼女たちをよく見かけていた。沙綾が脱退した後、気持ちが沈んでいたCHiSPAのメンバーを見ていられなくなり、半ば強引にバンドに加入した。
沙綾が戻ってきたら身を引く覚悟をしていたが、CHiSPAのメンバーから仲間として受け入れられ正式にバンドのメンバーとなる。その後は、精神的支えとしての風格を早くも発揮する。第2期では合同文化祭で羽丘の生徒受付をしている。
初対面の沙綾にドラムスティックを貸し出したり、「『SPACE』のオーディションを受けよう」と真っ先に言い出すなど、繊細さと大胆さを併せ持つ。
川端 真結（かわばた まゆ）
声 - 本泉莉奈
キーボード担当。文華と同じ中学→高校に通っている。
森 文華（もり ふみか）
声 - 朝日奈丸佳
ベース担当。真結と同じ中学→高校に通っている。
演奏スタイルは常に指弾きである。

## 主要人物の関係者

### Poppin'Partyの家族
戸山 明日香（とやま あすか）
声 - 尾崎由香
香澄の妹。第1期では香澄が通う花咲川女子学園の中等部3年生だったが、第2期からは羽丘女子学園高等部に進学した。天真爛漫な姉とは違い、しっかりとして落ち着いた性格をしている。中学では水泳部に所属していたため、ゆりとは面識がある。香澄からは「あっちゃん」と呼ばれている。
花咲川女子学園は中高一貫校のため、そのまま上の高等部に進学できたが、本人は外部進学を希望して進学重視の羽丘女子学園高等部に進学した。クラスは1年A組で六花やあこと同級生となる。二人とは親しい関係になっており、特に六花とは一緒に遊んだりライブを観に行く関係になっている。
六花からはバンドをやらないかと誘われているが、本人は大学進学を目指し勉強するために断っている。その一方で六花のことは心配しており、バンドメンバーを探す彼女を陰ながら見守っている。
第3期で六花が「運命のバンドメンバー」に出会えたために彼女を見守る役割が終わったことで、その後は「BanG Dream! Girls Band Challenge!」のボランティアスタッフに参加している。
『ガルパ』には「バンドストーリー0章」よりLive 2Dとボイス付きで登場しており、キャラクターのカードイラストにも一緒に描かれる形で登場している。
主要人物以外のキャラクターでは唯一第2期、第3期で3Dにモデリングされている。
戸山 香織（とやま かおり）
声 - 篠原恵美
香澄と明日香の母親。夫（香澄と明日香の父）もいるが、作中では未登場。第1期第13話で、「SPACE」を訪れていて、第3期でも「BanG Dream! Girls Band Challenge!」の決勝を観に来ている。
山吹 亘史（やまぶき こうし）
声 - 鈴木琢磨
沙綾の父で、「やまぶきベーカリー」の店主。沙綾にはやりたい事をやらせてやりたいと思っている。第1期では文化祭の模擬店（カフェ）に出すパン作りに協力している。また、香澄が声を出せなくなった時には黒豆入りのパンを焼いて、沙綾を通じて差し入れている。更に第13話では、一家総出で「SPACE」を訪れている。第3期でも、一家総出で「BanG Dream! Girls Band Challenge!」の決勝を観に来ている。
山吹 千紘（やまぶき ちひろ）
声 - 山下まみ
沙綾の母親。体が弱く度々貧血に見舞われている。体調が良い日は沙綾とともに家事を行っている。ただ、一人で家事を行っていると沙綾に止められてしまう事もある。第2期第13話では、未登場ながらもPoppin'Partyの主催ライブの差し入れとして香澄に大量のパンを渡している。
山吹 純（やまぶき じゅん）
声 - 岩田瑠依
沙綾の弟。香澄からは「じゅんじゅん」と呼ばれている。人見知りが激しく、顔を赤らめると有咲が悶絶してしまう。香澄に会うたびに反抗的な言葉を投げかけているが、香澄が声を出せなくなった時は紗南と共に心配していた。
山吹 紗南（やまぶき さな）
声 - 佳穂成美
沙綾の妹。紗南と純とよく遊んでおり、たまに遊びに来る香澄とも仲良くなり、遊んでいる。香澄からは「さーなん」と呼ばれている。香澄が沙綾に対しバンド加入の交渉中、口論が激しくなった所を見てしまい、「仲良くしなきゃダメー!!」と叫んで号泣してしまっている。
市ヶ谷 万実（いちがや まみ）
声 - 岡本茉利
有咲の祖母で、「流星堂」の店主。初対面の香澄やたえを家にあげてご飯を出すなど、寛容な性格をしている。第1期第13話で、「SPACE」を訪れていて、第3期でも「BanG Dream! Girls Band Challenge!」の決勝を観に来ている。
花園 野々絵（はなぞの ののえ）
声 - 久川綾
たえの母親で、娘と似た性格をしている。第1期第13話では、夫（たえの父）とともに「SPACE」を訪れている。第3期では「BanG Dream! Girls Band Challenge!」の決勝を観に来ている。

### 主要人物の親族
ラーメン銀河店主
声 - 山口眞弓
音楽関係者が多く来るラーメン店「ラーメン銀河」の女性店主。若い頃は、デスメタルバンド「デス・ギャラクシー」でギターボーカルをしていた。元メンバーの娘であるマスキング（ますき）から「大将」と呼ばれ、逆にマスキングの事を「お嬢」と呼んでいる。第3期第13話では、「BanG Dream! Girls Band Challenge!」の決勝を観に来ている。
友希那の父
声 - 森川智之
友希那がバンドを始めるきっかけとなった人物。過去にバンド活動をしていたが、とある事件により解散に追い込まれてしまう。ガルパのイベント「思い繋ぐ、未完成な歌」にて友希那にとある未発表曲の楽譜を提供する。これまで「バンドリ! ガールズバンドパーティ!」でビジュアルが明らかにしていたが、『劇場版 BanG Dream! Episode of Roselia I.約束』で初めて声が付けられた。
友希那の母
声 - 中原麻衣
友希那の母親。『劇場版 BanG Dream! Episode of Roselia I.約束』で初登場。
珠手 美羽（たまで みう）
声 - 恒松あゆみ
チュチュ（ちゆ）の母親。アメリカを拠点に活躍する世界的なバイオリニスト。娘を溺愛しており、バイオリンやピアノのコンクールに出場させていた。チュチュが成長してもそれは変わらず、大量の服を日本の自宅に送り付けている。このうちの数着は、パレオ（令王那）が着ている。第3期第13話では、「BanG Dream! Girls Band Challenge!」の決勝を観に日本に一時帰国している。
高松 ひかり（たかまつ ひかり）
声 - 伊藤かな恵
燈の母親。
高松 由司
声 - 宮田俊哉
燈の父親。押し入れで枕や布団で音が漏れないようにして歌の練習をする燈を心配する。
豊川 清告（とがわ きよつぐ）
声 - 私市淳
祥子の父親。元々は豊川グループの中核会社である土地開発会社「豊川地所」で働いており、その才覚が総帥の定治の目に留まり若くして社長に就任し、定治の娘である瑞穂の婿養子となった事でグループの次期総帥に目されていた。だが、地面師による詐欺被害に遭い、地面師は逮捕されたものの、グループに168億円もの損害を出した事で社長解任ならびグループから追放される事となり、定治からの勘当により豊川邸から追い出されて無職となった。その結果、精神的なショックでアルコール依存症となった。その後は祥子が慣れない中でアルバイト生活をしながら家計を支えていたが、何度も警察沙汰のトラブルを引き起こすことがあり、祥子の下に警察署からの着信が入る度に引き取りに来ていた。しかし、ある日を境に落ちぶれた自身とAve Mujicaを始動して前向きに進む祥子を比較して自身が惨めに感じるという理由から、祥子に「頼むから…いなくなってくれ」と告げたことにより祥子からも決別されてしまう。なお、第5話で祥子がバンドを解散してしまった事で一時元に戻っていたが、定治が祥子を引き取りに来てしまった事から完全に孤独になってしまい、更にアルコール依存症となった後の顔が明らかになっている。
豊川 瑞穂（とがわ みずほ）
声 - 大原さやか
祥子の母親で定治の一人娘。若くして病気で亡くなってしまった。
豊川 定治（とがわ さだはる）
声 - てらそままさき
祥子の母方の祖父で初華（初音）の父。豊川グループの総帥で、詐欺によりグループに多額の損害を出した清告を豊川邸から追い出し、祥子を新たな次期総帥に据えようと考え自分の養女にしようとしていた。
父と共に豊川邸を去った祥子の事が気になるのか、彼女のバンド活動を陰ながらサポートしており、グループ傘下の総合商社「TGW物産」がデビューライブのスポンサーに付かせている。また、解散による公演の中止に際しては各方面への損失補償を一手に行なっている。
森 みなみ（もり みなみ）
声 - 沢城みゆき
睦の母親で人気女優。 娘からは「みなみちゃん」と呼ばれている。
若葉 / 若葉 隆文（わかば / わかば たかふみ）
睦の父親で大御所ピン芸人。妻や娘からは「たあくん」と呼ばれる。 『BanG Dream! Ave Mujica』第8話で、睦の幼い頃の回想シーンの中であるものの約10年前の姿が描かれている。
にゃむの母
声 - 斉木美帆
通話での出演。熊本に住み、バンド活動に行き詰まりを感じているにゃむに名前の由来を説きながら励ました。
にゃむの弟
声 - 神山佑紀
通話での出演。
にゃむの妹
声 - 山本真綺
通話での出演。母が電話でにゃむと話しているのを見て変わって欲しいと強請った。

海鈴の母
声 - 渕上舞
ビデオ通話での出演。娘のことを「うーちゃん」と呼んでいる。きちんと食事をしない海鈴のことを心配していた。

### ライブハウスの関係者
都築 詩船（つづき しふね）
声 - 小山茉美
ライブハウス「SPACE（スペース）」の元オーナーで、MyGO!!!!!の楽奈の母方の祖母。
元々は、全国ツアーライブを行うようなバンドである「ミラキュラスカーレット」のメンバー（ギター担当）であったが、「ライブハウスは怖い」というイメージを払拭するために、ガールズバンドのライブハウスを立ち上げる。シーズン1から遡って30年前の事であった。
最初は誰でもライブができるようにしていたが、ある日とあるバンドがやり切らないままライブを終えてしまったのを見て、それ以降は技術や演奏の完成度よりも「やり切ったかどうか」を基準にして、オーディションという形で「SPACE」のステージに立つにふさわしいバンドかを見極めるようになる。出演するバンドや常連客から「オーナー」と呼び慕われるが、歳相応の呼ばれ方で呼ばれると不機嫌になる。マスキングやチュチュからは「（『ミラスカ』の）シセン」と呼ばれている。
第1期第9話で、自身が「やり切った」ことを理由に、「SPACE」の閉店を宣言し、「Poppin'Party」を最後のオーディション合格バンドにしてから閉店する。その後、第3期で「BanG Dream! Girls Band Challenge!」の大会アドバイザーに就任し、第13話で決勝の成績発表をするために武道館のステージに姿を見せている。なお、第2期では第11話での香澄の回想シーンの中で登場し、『It's MyGO!!!!!』では第12話で孫娘である楽奈の様子を見に「RiNG」に来ている。
『ガルパ』には「バンドストーリー0章」にてLive 2Dとボイス付きで登場。
真次 凛々子（まつぎ りりこ）
声 - 儀武ゆう子
ライブハウス「SPACE」の従業員。オーナーの詩船とも気兼ねなく会話をしている。
「SPACE」閉店後、ライブハウス「RiNG」の店長として登場。楽奈とは古くからの顔見知りで、今でも詩船の事を「オーナー」と呼んでいる。
月島 まりな（つきしま まりな）
声 - 洲崎綾
ゲーム内のナビゲーションキャラクターであり、ライブハウス「CiRCLE（サークル）」のスタッフ。
「CiRCLE」のオーナーが企画したガールズバンドによるライブイベントの参加者を集めるため、後輩である新人スタッフと偶然ライブハウスに立ち寄った先で出会ったPoppin'Partyや、元から目を付けていた4つのバンドへのスカウトを依頼する。バンドが集まってからは業務の傍ら彼女たちのサポートをしている。
過去に5人編成のバンドを組んでいた時期があり、プロを目指して活動していた。しかし、スカウトが来ることはなく、だんだんと演奏することが楽しくなくなってしまいバンドも解散してしまう。「CiRCLE」で働く理由は音楽を本気でやりたい子達を誰かに見つけてもらえるようにするためである。当時使用していたギターはスタジオの倉庫に保管されており、時折演奏することもある。その演奏は技術にこだわりのある紗夜や独特の感性を持つ日菜に「上手い」と言わせるほどの腕前である。
テレビアニメ版には第2期から登場。同第2話で、Roseliaの主催ライブの会場に「CiRCLE」を使ってもらえなかった事について友希那に不満を漏らしていた。第3期では、「BanG Dream! Girls Band Challenge!」の大会実行委員として大会の成功に尽力した。「Galaxy」の店長である美子とは、現役の頃からの知り合い。
能々 美子（のの よしこ）
声 - 遠野ひかる
ライブハウス「Galaxy（ギャラクシー）」の店長。最初は経営を一人でこなしていたが、偶然「Galaxy」を訪れた六花が手伝いをしてくれたことが縁となり、彼女をバイトとして迎え入れる。六花のことを信頼しており、商店街のイベント「すこやかゴーゴー祭り」の代表代理を彼女に任せたこともある。「SPACE」の従業員だったため、詩船の事を「オーナー」と呼んでいる。
Galaxyオーナー
声 - なし
RASのメンバーであるマスキング（ますき）の父で、娘から「親父」と呼ばれている。若い頃は、デスメタルバンド「デス・ギャラクシー」でドラムをしていた。商店街の八百屋「銀河青果店」の店主であり、同ビルの地下にあるライブハウス「Galaxy」のオーナーでもある。無口で厳つい見た目をしているが、意外にもシャイな一面もある。アニメ第2期ではポピパの主催ライブ、同第3期では「BanG Dream! Girls Band Challenge!」の決勝を観に来た時には感動泣きをしている。

### 六花の親族
両親と祖父母はテレビアニメ第2期第3話での六花の回想シーンで登場し、故郷である岐阜県に住んでいる。七実はテレビアニメ版には未登場となっている。なお、フルネームの設定はされていない。
七実（ななみ）
六花の親戚が営む商店街の銭湯「旭湯」の娘。大学生で六花とは従姉妹同士。
「SPACE」のラストライブを観るために東京に来た六花の元気のない様子を見て、彼女を連れて東京の街を回って遊ぶことになる。その後、「SPACE」のライブを観に行くか迷い、ギターを弾くことに未練を残していた六花の背中を押す。背中を押されライブに向かった六花を見て、自身も夢をあきらめないことを決意。テレビアニメ第2期の時期に海外へ留学した。
六花が居候している部屋は、元々は七実の部屋である。
六花の叔母
声 - 八百屋杏
「旭湯」の女将で七実の母。彼女の海外留学と入れ替わる形で上京してきた六花を下宿人として受け入れ、暖かく見守る。
六花の父
六花が東京への上京に反対して六花と揉めることになる。しかし、それは六花を心配してのことであり、特待生となり家事も一通りこなすようになった六花に、東京への上京を認める。
六花の祖父は、彼女の頑固で意志の強い性格は父親譲りではないかと思っている。
六花の母
彼女の東京への上京を応援しており、父に認めさせたい六花のために家事を一通り教えた。
六花の祖父
六花のことを可愛がっており、六花がギターを買う際にも保護者として同行した。六花の夢を応援しており、上京後にも六花と電話でやり取りをしている。
六花の祖母
東京に上京したい六花のために料理などの家事を教えた。アニメ第3期第4話で六花がRASのメンバーのために急いで作った塩握りは、その賜物である。

### 六花の元バンドメンバー
六花が岐阜県で組んでいた、中学生時の同級生で結成したバンドのメンバー。高校進学を機に解散している。テレビアニメ版では、第2期第3話での六花の回想シーンで初登場し、第3期のその後を描いた舞台『We are RAISE A SUILEN〜BanG Dream! The Stage〜』では、RASの演奏を観に武道館に来ており、六花と再会を果たしている。
鳩村 真波（はとむら まなみ）
演 - 山岡りりこ（舞台版）
六花をバンドに誘った張本人。バンドではドラムを担当していた。あだ名は「パト」。
髪型はおかっぱで小柄な体形をしている。六花が東京に行くことを決めた際には、六花がどこに行っても応援することを告げ、自分たちの最後の演奏として六花が聴かせてくれたPoppin'Partyの楽曲を演奏することを提案する。六花が東京に上京する日には、六花が東京で良いバンドが組めるように願いながら彼女を見送った。
鳥山 小春（とりやま こはる）
演 - 田中愛理（舞台版）
あだ名は「トリコ」。バンドではベースを担当していたほか、小物づくりも担当していた。長い髪を後ろで束ねている。
東京に上京することに決めた六花を応援しており、上京当日にはバス停まで見送りに来ていた。
則本 いちご（のりもと いちご）
演 - 松本結愛（舞台版）
あだ名は「ベリー」。バンドではボーカル＆ギターを担当しており、同じくギターを演奏する六花とはギターの話で盛り上がることが多かった。肩にかかる長さの髪をしている。
東京に上京することに決めた六花を応援しており、上京当日にはバス停まで見送りに来ていた。

### その他の関係者
ヨネ、ウメ、トメ
声 - 伊沢磨紀（ヨネ）、宮沢きよこ（ウメ）、横田砂選（トメ）
商店街組合の顧問を務める3人の老婆。商店街のイベント「すこやかゴーゴー祭り」に若者を集めてもらいたいと、青年部長のつぐみにバンドのライブ開催を打診する。つぐみは3人の事を「長老さん」と呼んでいる。3人とも先取的なため、合同文化祭やポピパの主催ライブを観に来ている。だが、第3期第8話では、商店街組合のリフレッシュ旅行に行く直前に3人揃ってギックリ腰を起こして突如取りやめとなり、キャンセル料金の支払いが出来ない契約だったためにつぐみに人数を集めて代わりに行くように頼んだ。
まな / 純田 まな（まな / すみた まな）
声 - 反田葉月
アイドルユニット「sumimi」のメンバーの一人で、初華のパートナー。
初華の事は｢ういちゃん｣と呼んでいる。天真爛漫な性格と元気な笑顔で人気を得ている。
好物はドーナツで、よく初華に分け合うことがある。

## ゲームオリジナルキャラクター
新人スタッフ（名前変更可能）
ゲーム内のプレイヤー自身であり、「CiRCLE」で働く新人のスタッフ。
「CiRCLE」のオーナーが企画したガールズバンドによるライブイベントの参加者を集めるため、まりなの指示によりガールズバンドのスカウトを行う。
序盤のストーリー以降は各キャラクターのメンバーカードの2つ目のエピソードで単独、又は、まりなと共に登場して彼女たちから話を聞くこと以外、作品に直接関わることはほとんどない。これはキャラクター同士の関係性をリアルに描くため、プレイヤーの存在は重要視しない方針を取っているためである。
蘭の父
100年以上の歴史がある華道「美竹流」の家元。一人娘である蘭に家を継がせようとしており、バンド活動を続けたい彼女と意見が合わず衝突する。しかし、内心ではバンド活動をする蘭を応援している。蘭とのわだかまりが解けた後は、Afterglowのライブに差し入れを持っていくなど、蘭のライブ活動を応援している。
あかり
はぐみの友人で、同じ商店街のソフトボールチームに所属する活発な少女。ある日、交通事故に巻き込まれ笑顔をなくしてしまい、はぐみ達が1ヶ月近く入院先の病院に通っても笑顔を取り戻せなかった。しかし、こころ達の健闘もあり笑顔を取り戻し、以前のように歩けるようになって誰かを笑顔にすることを目標にリハビリを続けた。その後無事に退院し、こころたちにより再建された遊園地にも訪れている。将来の夢は「病院で働く人」。
黒服
声 - 吉富ちか、衣川里佳（アニメ版）
こころの家に仕えている黒いスーツにサングラス姿の女性たち。こころの身の回りの世話から警護まであらゆる職務をこなし、その忠誠心は非常に高い。また、ミッシェルのメンテナンスをしたり、こころがいない時でもハロハピのメンバーが困ったときは現れたりするなど、こころの関係者には協力的である。こころやハロハピの面々からは、「黒服の人」と呼ばれている。
あゆみ
アイドルユニット「Marmalade」のメンバーの1人。彩の憧れの存在であり、彼女のアイドル像に多大な影響を与えた。ある日、突然の解散を発表し、解散ライブにて楽屋にやってきた彩に自身の想いを語り、彼女に新たな決めポーズを直伝する。
ハンネ
イヴのフィンランドでの友人。イヴが日本に移住する前に一緒に日本語を学ぶ。イヴ曰く「（見た目が）千聖に似ている」。イヴの日本での友人と会うために来日する。イヴが「友達ができた」と嘘をついていたことには初めから気づいており心配していたが、来日した際にみた彼女の姿に一安心している。
ペンちゃん
とある駅前の水族館で飼育されていた子ペンギン。水族館から逃げ出して、駅に迷い込んでいたところを花音と美咲に保護される。花音は子ペンギンと自身が似ていると感じており、子ペンギンも花音にだけは警戒心を解いていた。脱走騒動の後、花音の頼みにより移動水族館という形で遊園地の再建に協力した。
モグちゃん
公園の林の中の飛行体の墜落した現場で気を失っていたモグラ。怪我をしているところを見過ごせなかった日菜に保護される。その正体は、地上を調査に来た地底人で言葉を話すこともできる。落ちていた通信機の内容から仲間が迎えに来る山の場所を特定し、帰っていった。
芹沢みほ、山瀬セリナ、小金井志乃
Pastel*Palettesとの合同レッスンに参加したアイドル研究生。『ViVidCanvas』、通称『ビビキャン』という名前でPastel*Palettesの正式な妹分としてデビュー。
晴海（はるみ）
声 - 不明
Roseliaのマネージャー。
東中野 ナオ(ひがしなかのなお)
声 - 不明
アイドルユニット「Marmalade」の元メンバーでPastel*Palettesのプロデューサー。
シャルロット・ルイーズ・三園（シャルロット・ルイーズ・みその）
声 - 不明
花咲川女子学園2年生で、フランスからの留学生。こころとは幼馴染で「シャーリー」と呼ばれている。
楽奈の父
ロンドンに住んでいる。中学からロンドンにくるかと楽奈を誘った。
楽奈の母
楽奈の母親でSPACEの元オーナーの詩船の娘。楽奈が小学生の頃まで楽奈と2人で住んでいた。ロンドンのブランドからスカウトされて楽奈を詩船に預けて1人でロンドンに行った。